# 초기의 세계 지도
고전 고대까지 거슬러 올라가는 가장 오래된 세계 지도는 기원전 6세기에서 5세기까지 거슬러 올라가며, 여전히 지평설 패러다임에 기반하고 있다. 구체를 가정한 세계 지도는 헬레니즘 문명 시대에 처음 등장한다. 이 시기 그리스의 지리학의 발전, 특히 에라토스테네스와 포세이도니오스에 의한 발전은 프톨레마이오스의 세계 지도(기원후 2세기)와 함께 로마 시대에 절정에 달했으며, 이는 중세 내내 권위적인 지도로 남을 것이다. 프톨레마이오스 이후, 구체의 대략적인 크기에 대한 지식은 지도 제작자들이 자신의 지리적 지식의 범위를 추정하고, 존재는 알려져 있으나 탐험되지 않은 행성의 부분들을 테라 인코그니타로 표시할 수 있게 했다.
대항해시대와 함께 15세기부터 18세기까지 세계 지도는 점점 더 정확해졌다. 남극, 호주, 아프리카 내륙에 대한 서구 지도 제작자들의 탐험은 19세기와 20세기 초로 넘어갔다.

## 고대

### 청동기 시대 생-벨렉 석판
1900년 폴 뒤 샤텔리에가 프랑스 피니스테르에서 발견한 생-벨렉 석판은 기원전 1900년에서 1640년 사이의 것으로 추정된다. 프랑스 선사시대 학회보에 실린 최근 분석에 따르면 이 석판은 프랑스 피니스테르의 오데트강 계곡을 3차원적으로 표현한 것이다. 이로써 생-벨렉 석판은 세계에서 가장 오래된 영토 지도로 기록될 수 있다. 이 지도 제작자들에 따르면 이 지도는 아마 항해용이 아니라 초기 청동기 시대의 지역 통치자의 정치적 권력과 영토 범위를 보여주기 위해 사용되었을 것이다.

### 바빌로니아 이마고 문디 (기원전 6세기경)

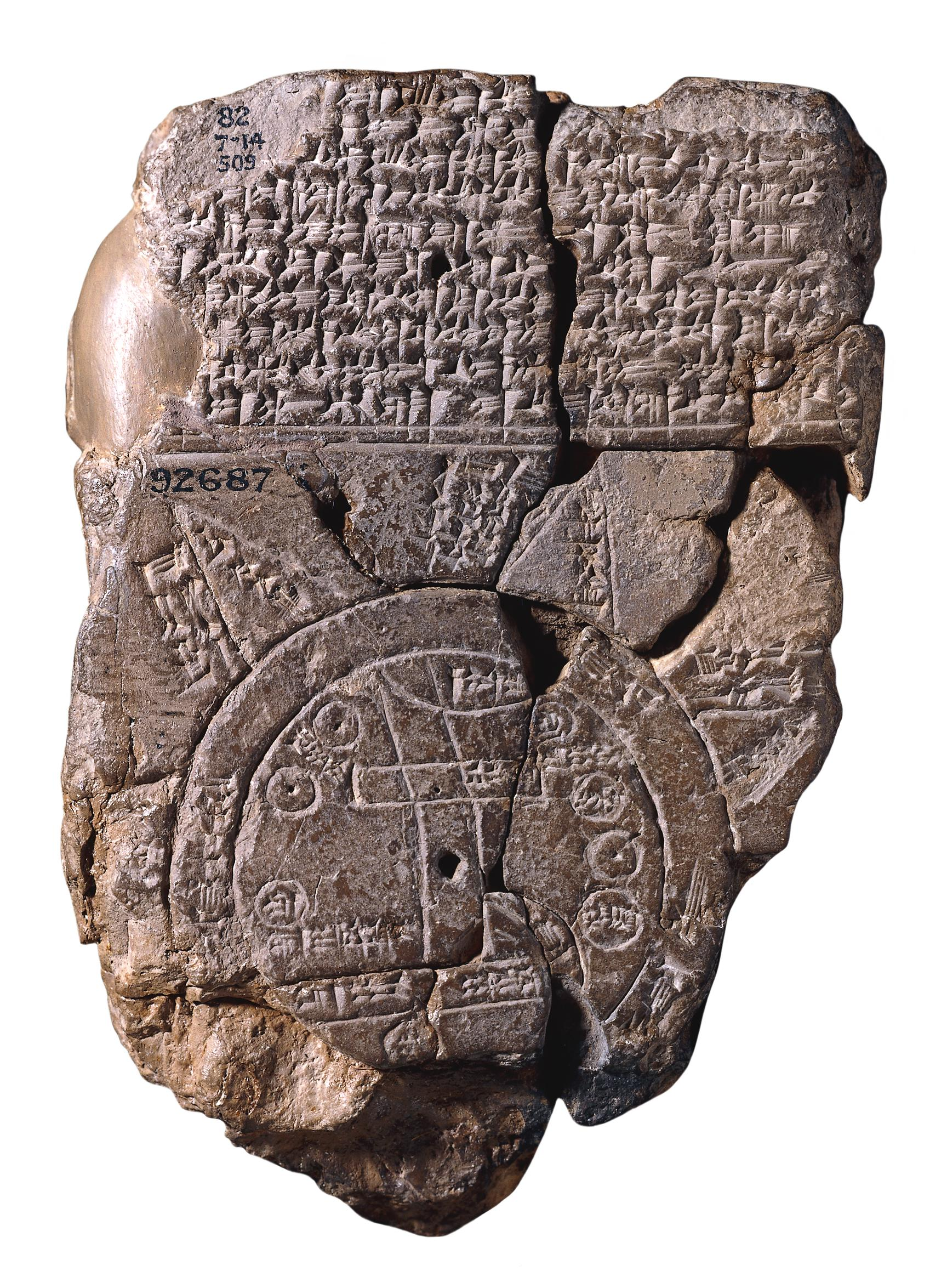
이마고 문디 바빌로니아 지도, 가장 오래된 세계 지도로 알려져 있으며, 기원전 6세기 바빌로니아. 현재 대영박물관에 소장.

이마고 문디(Imago Mundi)로 알려진 바빌로니아 세계 지도는 일반적으로 기원전 6세기로 거슬러 올라간다.
엑하르트 운거가 재구성한 지도는 유프라테스강 위에 있는 바빌론이 아시리아, 우라르투(아르메니아) 및 여러 도시들을 포함하는 원형 육지로 둘러싸여 있으며, 그 주위에는 삼각형 모양으로 배열된 8개의 외곽 지역(nagu)이 "쓴 강"(오케아노스)으로 둘러싸여 있어 별 모양을 형성한다. 동반된 텍스트는 외곽 지역들 간의 거리가 7개의 beru라고 언급한다. 이들 중 5개의 설명이 남아 있다:
- 세 번째 지역은 "날개 달린 새가 비행을 마치지 않는", 즉 도달할 수 없는 곳이다.
- 네 번째 지역은 "일몰이나 별빛보다 빛이 더 밝다": 북서쪽에 위치하며, 여름 일몰 후에는 사실상 반음반양이다.
- 다섯 번째 지역은 북쪽에 위치하며 완전한 어둠 속에 있는 땅으로 "아무것도 보이지 않는 곳"이며 "태양이 보이지 않는다".
- 여섯 번째 지역은 "뿔 달린 황소가 살고 새로운 도착자를 공격하는 곳"이다.
- 일곱 번째 지역은 동쪽에 위치하며 "아침이 밝아오는 곳"이다.

### 아낙시만드로스 (기원전 610–546년경)

아낙시만드로스의 지도의 재구성

아낙시만드로스(기원전 546년 사망)는 세계 최초의 지도 중 하나를 만든 것으로 알려져 있다. 이 지도는 원형 형태였으며, 중심에 에게해를 중심으로 알려진 세계의 땅들이 모여 있는 모습을 보여준다. 이는 모두 대양으로 둘러싸여 있었다.

### 헤카타이오스 (기원전 550–476년경)

헤카타이오스의 지도의 재구성

헤카타이오스는 《게스 페리오도스(지구 일주 여행 또는 세계 조사)》라는 두 권의 저서를 집필한 것으로 알려져 있는데, 각 권은 페리플루스의 방식으로 구성되어 있으며, 지점에서 지점으로 해안을 조사한 것이다. 하나는 유럽에 관한 것으로, 본질적으로 지중해의 페리플루스이며 각 지역을 차례로 설명하고 북쪽으로 스키티아까지 이른다. 다른 책인 아시아에 관한 것은 기원후 1세기판이 남아 있는 《에리트라해의 페리플루스》와 유사하게 구성되어 있다. 헤카타이오스는 알려진 세계의 국가와 주민을 설명했는데, 특히 이집트에 대한 설명이 포괄적이었다. 서술 부분에는 아낙시만드로스의 지구 지도를 기반으로 수정하고 확대한 지도가 첨부되었다. 이 저작은 단지 374개의 조각으로만 남아 있으며, 대다수는 《에트니카》라는 지리적 사전에서 인용된 것이다.

### 에라토스테네스 (기원전 276–194년)

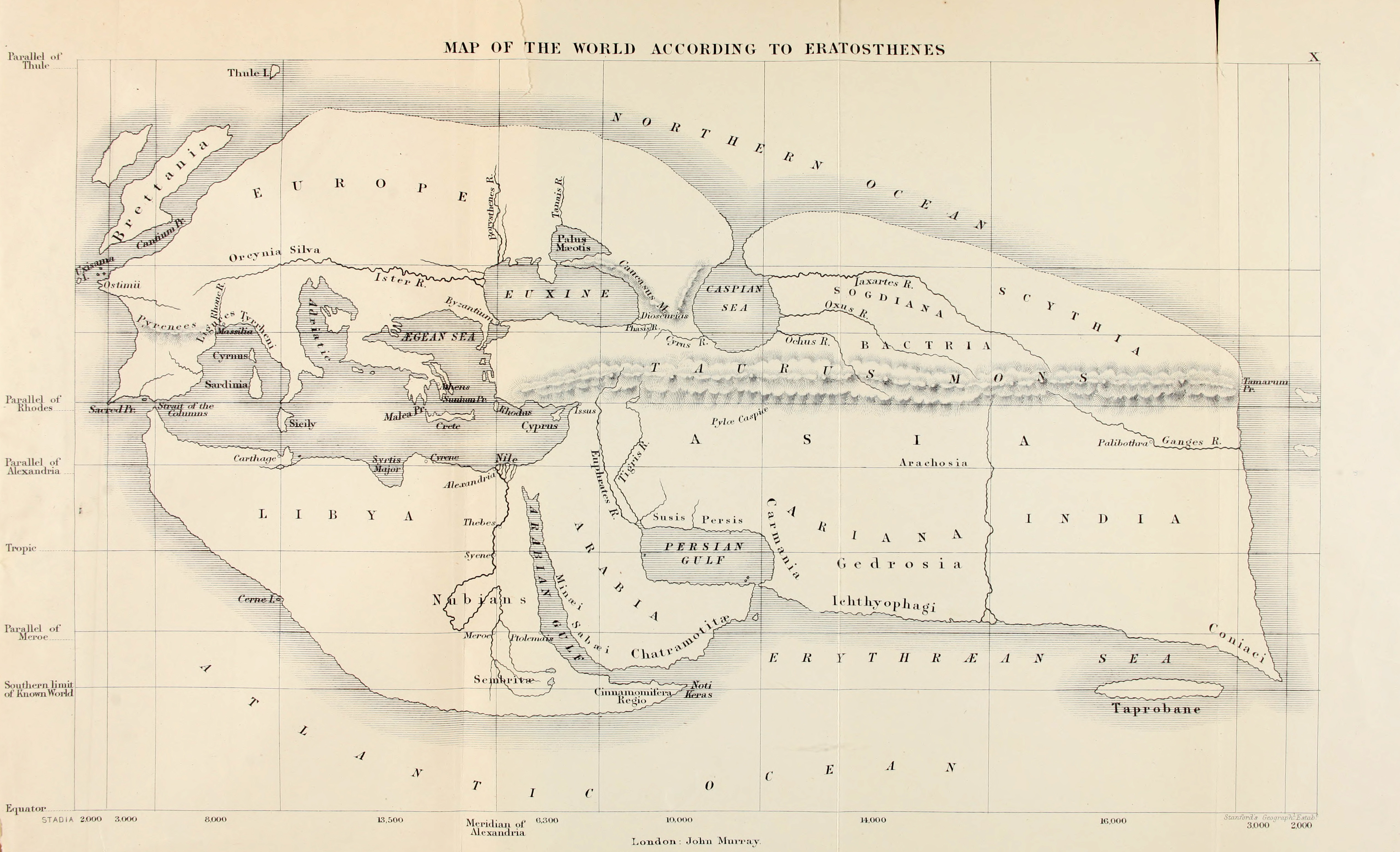
1883년 에라토스테네스의 지도의 재구성

에라토스테네스(기원전 276–194년)는 알렉산드로스 대왕과 그의 후계자들의 원정에서 얻은 정보를 통합하여 개선된 세계 지도를 그렸다. 아시아는 대륙의 실제 크기에 대한 새로운 이해를 반영하여 더 넓어졌다. 에라토스테네스는 또한 그의 지도 제작 표현에 평행선과 자오선을 통합한 최초의 지리학자였으며, 이는 지구의 구체적 특성에 대한 그의 이해를 증명한다.

### 포세이도니오스 (기원전 135–51년경)

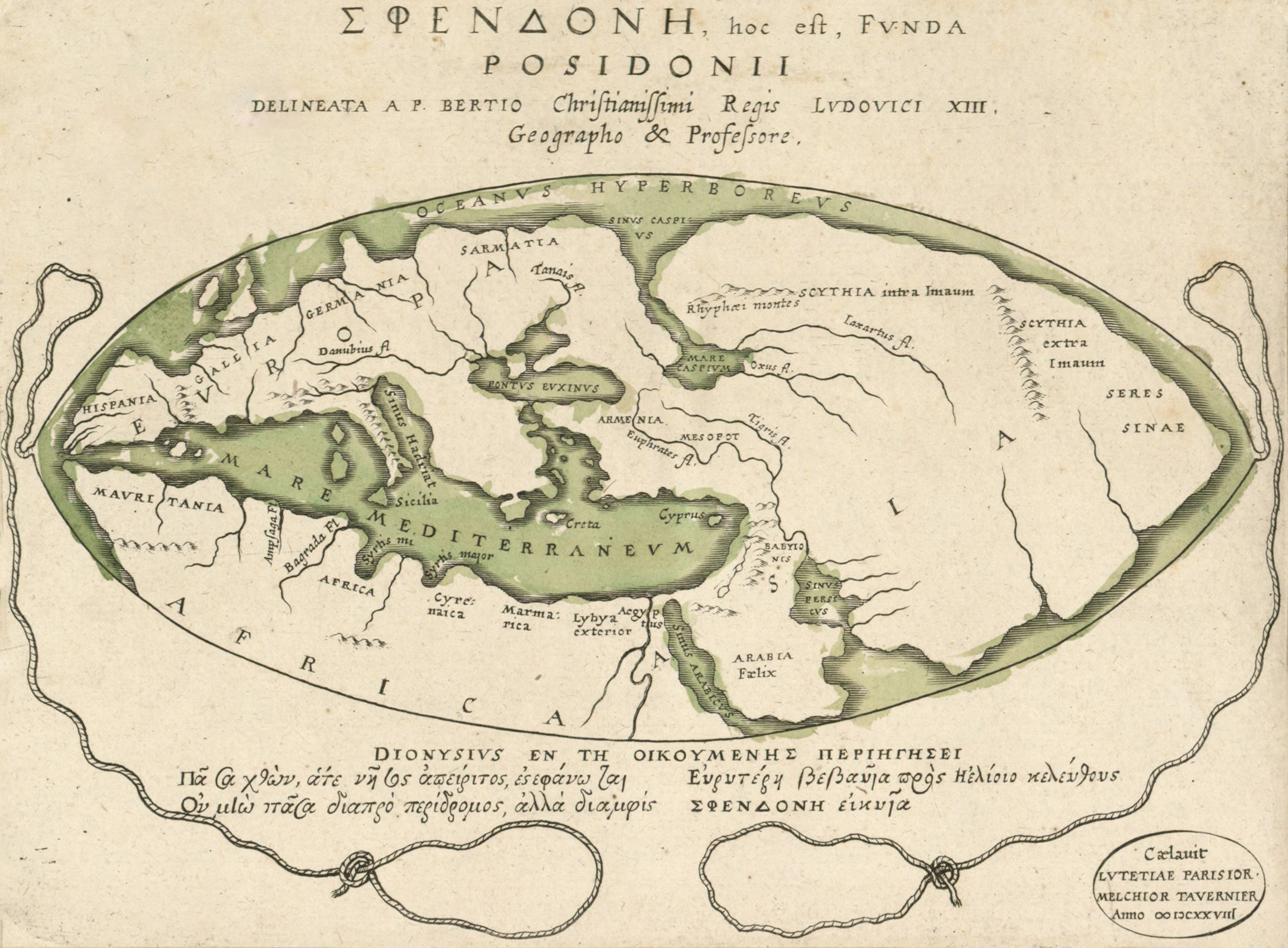
1628년 포세이도니오스의 대륙 위치에 대한 아이디어 재구성 (포세이도니오스가 알 수 없었던 많은 세부 사항 포함)

아파메이아의 포세이도니오스(기원전 135–51년경)는 로마 제국 전역과 그 너머를 여행한 그리스 스토아 철학자였으며, 아리스토텔레스와 에라토스테네스처럼 그리스-로마 세계 전역에서 유명한 박식가였다. 그의 저서 "바다와 인접 지역에 대하여"는 일반적인 지리적 논의였으며, 모든 힘들이 서로에게 어떻게 영향을 미치고 인간 생활에도 적용되는지를 보여주었다. 그는 별 카노푸스의 위치를 참조하여 지구의 원주를 측정했다. 그의 측정치인 240,000 스타디온은 24,000 마일 (39,000 km)에 해당하며, 실제 원주인 24,901 마일 (40,074 km)에 가깝다. 그는 한 세기 전에 다른 위도에서의 태양 고도를 사용했던 에라토스테네스의 접근 방식에 영향을 받았다. 두 사람의 지구 원주 측정치는 측정 오차의 상호 보상으로 인해 기묘하게 정확했다. 그러나 스트라본이 대중화한 포세이도니오스의 계산 버전은 로도스와 알렉산드리아 사이의 거리를 3,750 스타디온으로 수정하여 180,000 스타디온 또는 18,000 마일 (29,000 km)의 원주를 산출했다. 프톨레마이오스는 그의 《지리학》에서 에라토스테네스보다 포세이도니오스의 수정된 수치를 논의하고 선호했으며, 중세 동안 학자들은 지구 원주에 대해 두 진영으로 나뉘었는데, 한쪽은 에라토스테네스의 계산과, 다른 한쪽은 현재 약 33% 낮게 알려진 포세이도니오스의 180,000 스타디온 측정치에 동의했다. 이것이 크리스토퍼 콜럼버스가 인도로 가는 거리를 70,000 스타디온으로 과소평가하는 데 사용한 숫자였다.

### 스트라본 (기원전 64년경 – 기원후 24년)
스트라본은 주로 그의 17권의 저서 《지리학》으로 유명하며, 이는 그 시대에 알려진 세계 각 지역의 사람들과 장소에 대한 서술적인 역사를 제시한다. 《지리학》은 1469년경 로마에서 라틴어 번역판으로 서유럽에 처음 등장했다. 스트라본은 고대 그리스 천문학자 에라토스테네스와 히파르코스를 언급하고 지리학에 대한 그들의 천문학적 및 수학적 노력을 인정했지만, 서술적인 접근 방식이 더 실용적이라고 주장했다. 《지리학》은 고대 세계에 대한 귀중한 정보의 원천이며, 특히 이 정보가 다른 출처와 일치할 때 그렇다. 《지리학》에는 유럽 지도가 포함되어 있다. 스트라본에 따른 전 세계 지도는 그의 글에서 재구성된 것이다.

### 폼포니우스 멜라 (기원후 43년경)

1898년 폼포니우스 멜라의 세계관 재구성

폼포니우스는 고대 지리학자들 중에서 독특하게 지구를 5개의 구역으로 나눈 후, 그 중 2개만이 거주 가능하다고 주장했으며, 중간의 덥고 건조한 지대의 견딜 수 없는 열 때문에 북쪽 온대 지역 사람들에게 접근할 수 없는 남쪽 온대 지대에 사는 대척점의 존재를 주장한다. 유럽, 아시아, 아프리카의 구획과 경계에 대해서는 에라토스테네스를 반복하며, 알렉산드로스 대왕 이후(프톨레마이오스 제외) 모든 고전 지리학자들처럼 카스피해를 남쪽의 페르시아만(페르시아만)과 아라비아만(홍해)에 해당하는 북부 대양의 입구로 간주한다.

### 티로스의 마리노스 (기원후 120년경)
티로스의 마리노스의 세계 지도는 로마 제국에서 중국을 보여준 최초의 지도였다. 기원후 120년경, 마리노스는 거주 가능한 세계가 서쪽으로 행운의 제도에 의해 경계 지어져 있다고 썼다. 그러나 그의 지리 논문의 텍스트는 분실되었다. 그는 또한 오늘날까지 지도 제작에 사용되는 정방형 도법(equirectangular projection)을 발명했다. 프톨레마이오스는 마리노스의 몇 가지 의견을 보고한다. 마리노스는 오케아노스가 대륙(유럽, 아시아, 아프리카)에 의해 동부와 서부로 분리되어 있다고 생각했다. 그는 거주 가능한 세계가 툴레에서 아지심바까지 위도로, 축복의 제도에서 셰라(중국)까지 경도로 뻗어 있다고 생각했다. 마리노스는 또한 북극권의 반대를 가리키는 남극이라는 용어를 만들었다. 그의 주요 유산은 각 장소에 적절한 위도와 경도를 처음으로 할당했다는 것이다. 그는 축복의 제도(카나리아 제도 또는 카보베르데 제도)의 자오선을 본초 자오선으로 사용했다.

### 프톨레마이오스 (150년경)

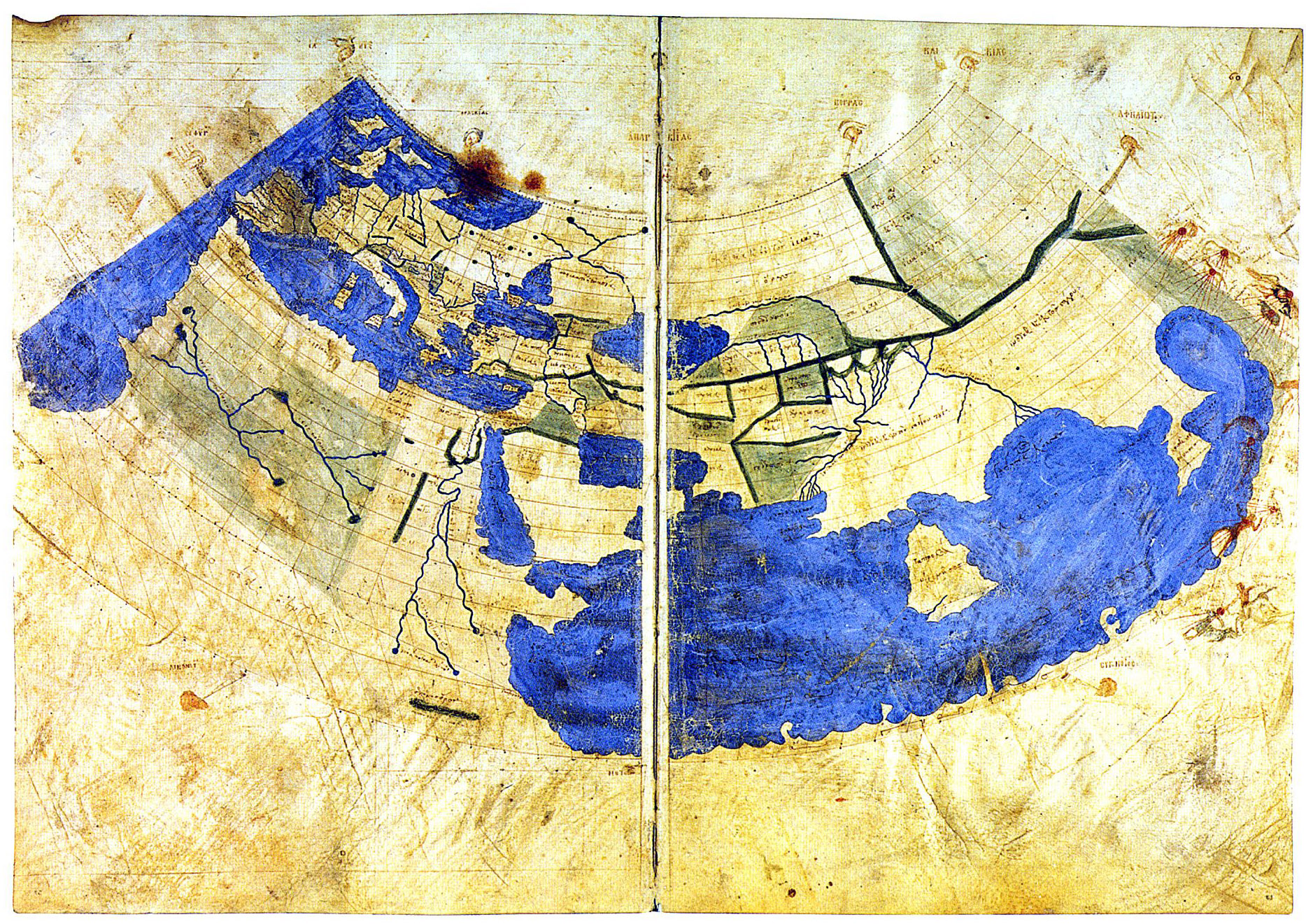
가장 오래된 프톨레마이오스 세계 지도, 1300년경 콘스탄티노폴리스에서 막시모스 플라누디스 휘하의 수도사들이 그의 제1 투영법에 따라 다시 그린 것.

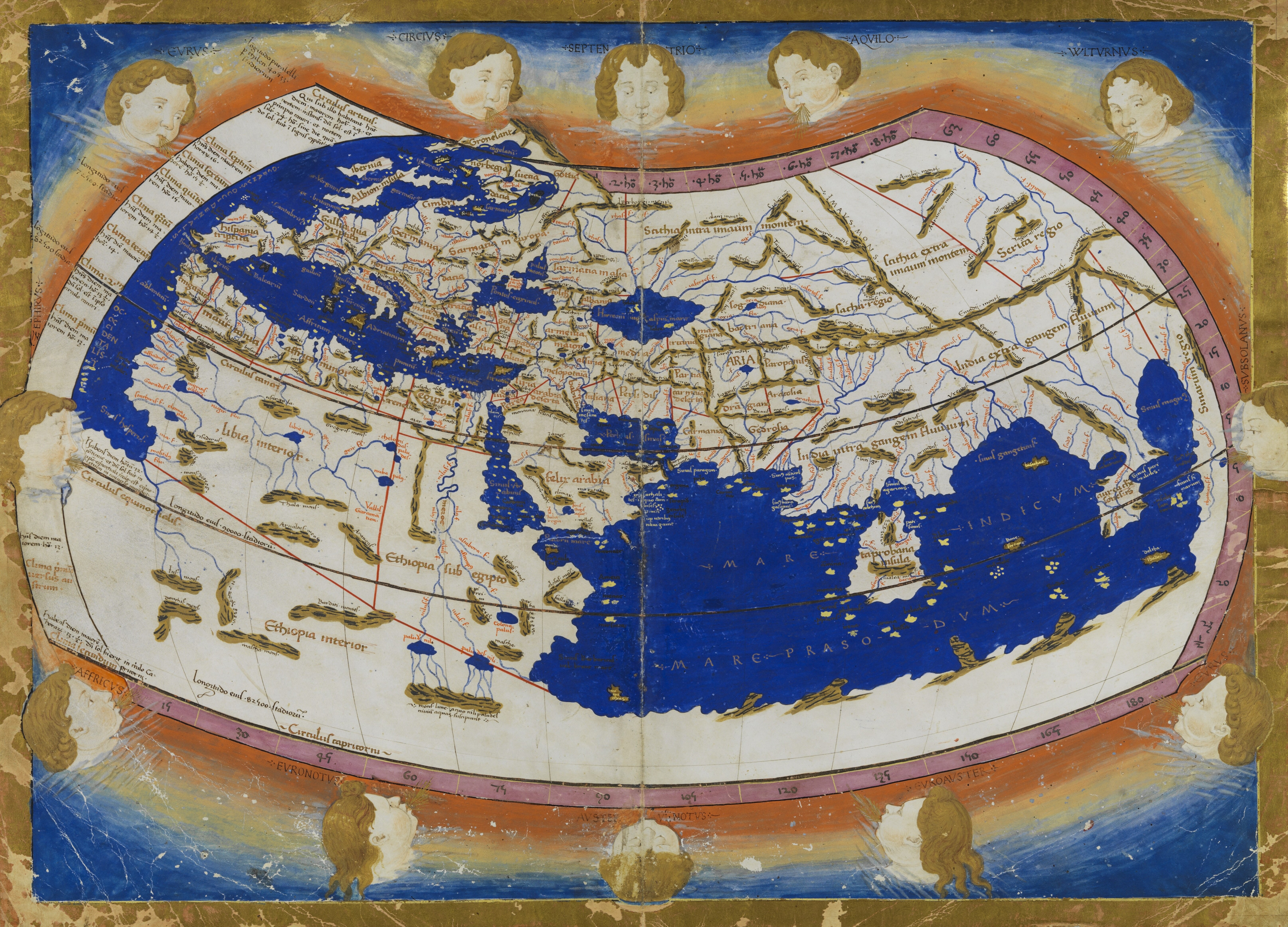
니콜라우스 게르마누스의 1467년 프톨레마이오스 제2 투영법에 따른 라틴어 세계 지도, 서양에 알려진 최초의 지도.

기원후  150c.년 처음 작성된 프톨레마이오스의 《지리학》의 현존하는 텍스트는 그가 지역 지도에는 마리노스의 정방형 도법을 계속 사용했지만, 전체 알려진 세계의 지도에는 부적합하다고 생각했음을 기록한다. 대신, 그의 저서 제7권에서 그는 난이도와 충실도가 증가하는 세 가지 별도의 투영법을 제시한다. 프톨레마이오스는 마리노스를 따라 세계의 원주를 과소평가했다. 이는 정확한 절대 거리와 결합되어 도로 지중해의 길이를 과대평가하는 결과를 낳았다. 따라서 행운의 제도에 위치한 그의 본초 자오선은 의도한 것보다 알렉산드리아 서쪽으로 약 10 실제 도 더 멀리 떨어져 있었는데, 이 오류는 9세기에 시리아어 판의 프톨레마이오스 책이 아랍어로 번역된 후 알콰리즈미에 의해 수정되었다. 이 저작의 가장 오래된 현존하는 사본은 콘스탄티노폴리스(이스탄불)의 코라 수도원에서 1300년 조금 전에 막시모스 플라누디스에 의해 복원된 것이다. 이 시대의 현존하는 사본은 이미 2세기 또는 4세기에 갈라진 별도의 텍스트 판본을 보존하고 있는 것으로 보인다. 일부 판본의 구절에서는 아가토다이몬이 세계 지도를 그린 것으로 인정하지만, 플라누디스의 수도사들이 사용할 수 있도록 남아 있는 지도는 없는 것으로 보인다. 대신, 그는 프톨레마이오스의 수천 개의 좌표에서 계산하고 텍스트의 제1 투영법과 제2 투영법에 따라 작성된 새로운 세계 지도를 의뢰했으며, 정방형 지역 지도도 함께 제작했다. 1406년경 피렌체에서 야코부스 안젤루스에 의해 라틴어로 번역된 사본은 곧 제1 투영법에 따른 지도로 보충되었다. 제2 투영법을 사용한 지도는 니콜라우스 게르마누스의 1466년 판본까지 서유럽에서 만들어지지 않았다. 프톨레마이오스의 제3 (그리고 가장 어려운) 투영법은 새로운 발견이 알려진 세계를 유용한 형식을 제공하는 지점 이상으로 확장될 때까지 전혀 사용되지 않은 것으로 보인다.
키케로의 《스키피오의 꿈》은 지구를 우주의 나머지 부분에 비해 중요하지 않은 크기의 구체로 묘사했다. 마크로비우스의 《스키피오의 꿈 주석》의 많은 중세 필사본에는 지구의 지도, 대척점, 프톨레마이오스 기후대를 보여주는 기후 지도, 그리고 계층적으로 정렬된 행성 구체의 중심에 지구(구체의 구체를 나타내는 globus terrae로 표시됨)를 보여주는 도표가 포함되어 있다.

### 포이팅거 지도(4세기)
포이팅거 지도는 로마 제국의 도로망인 쿠르수스 퍼블리쿠스(cursus publicus)를 보여주는 여행 축복 기도(itinerarium)이다. 이는 4세기 지도의 13세기 사본으로, 유럽, 아시아(인도) 및 북아프리카 일부를 포함한다. 이 지도는 15-16세기 독일의 인문학자 및 고대 유물 연구가 콘라드 포이팅거의 이름을 따서 명명되었다. 이 지도는 보름스의 한 도서관에서 콘라트 켈티스에 의해 발견되었으나, 그는 자신의 발견을 사망 전에 출판할 수 없었고 1508년에 이 지도를 포이팅거에게 유증했다. 현재 비엔나의 호프부르크에 있는 오스트리아 국립도서관에 보존되어 있다.

## 중세

### 코스마스 인디코플레우스테스의 지도 (6세기)

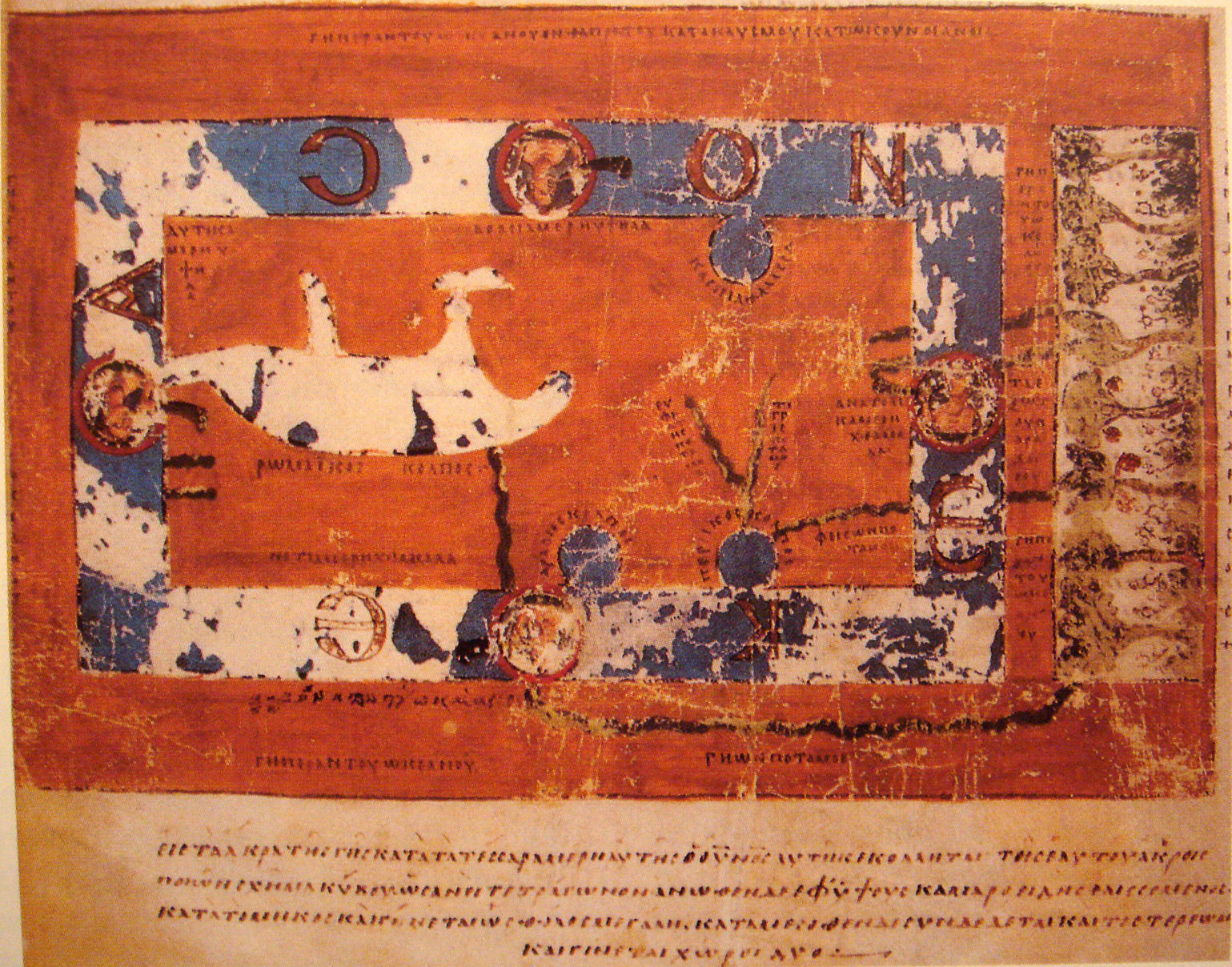
코스마스 인디코플레우스테스의 세계 지도

550년경 코스마스 인디코플레우스테스는 그의 개인적인 경험을 바탕으로 6세기 초 홍해와 인도양을 항해한 상인으로서의 경험을 바탕으로 한 저작 《기독교 지형학》을 저술했다. 그의 우주기원론은 현대 과학에 의해 반박되었지만, 그는 6세기 인도와 스리랑카에 대한 역사적 설명을 제공하여 역사학자들에게 귀중한 자료가 되었다. 코스마스는 현대 에티오피아와 에리트레아에 있는 악숨 왕국뿐만 아니라 인도와 스리랑카를 직접 방문한 것으로 보인다. 522년에는 말라바르 해안(남인도)을 방문했다. 그의 《지형학》의 주요 특징은 지평설을 주장하는 코스마스의 세계관이며, 하늘은 굽은 뚜껑이 있는 상자 모양을 형성한다는 것이다. 이는 그가 기독교 성경에 대한 비정통적인 해석에서 얻은 견해이다. 코스마스는 구체라고 주장한 기독교 이전 지리학자들이 틀렸으며, 실제로는 모세에게 이집트 탈출 중 하나님이 설명하신 예배당인 성막을 모델로 한 것이라고 증명하는 것을 목표로 했다.

### 이시도루스 히스팔렌시스의 T-O 지도 (636년경)

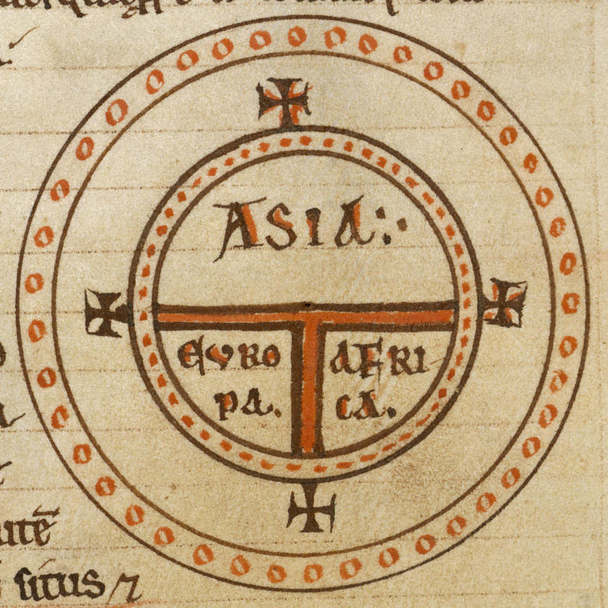
12세기 《어원학》 사본의 T-O 지도

중세 T-O 지도는 이시도루스 히스팔렌시스(636년 사망)의 《어원학》에서 세계를 묘사한 것에서 유래한다. 이 질적이고 개념적인 중세 지도학의 유형은 구체 지구의 위쪽 절반만을 나타낸다. 이는 로마와 중세 시대에 알려진 세계의 거주 가능 부분(즉, 지구의 북쪽 온대 절반)에 대한 편리한 투영법으로 암묵적으로 간주되었을 것이다. 'T'는 지중해이며, 세 대륙인 아시아, 유럽, 아프리카를 나누고, 'O'는 주변 대양이다. 예루살렘은 일반적으로 지도의 중심에 표현되었다. 아시아는 일반적으로 다른 두 대륙을 합친 크기였다. 해가 동쪽에서 뜨기 때문에 낙원(에덴 동산)은 일반적으로 아시아에 위치한 것으로 묘사되었으며, 아시아는 지도의 상단에 위치했다.

### 알비 마파 문디 (8세기)
알비 마파 문디는 8세기 후반 필사본에 포함된 중세 세계 지도로, 프랑스 알비의 피에르-아말릭 도서관의 오래된 소장품에 보존되어 있다. 이 필사본은 생트-세실 알비 대성당의 채플 도서관에서 온 것이다. 알비 마파 문디는 2015년 10월 유네스코의 세계기록유산에 등재되었다.

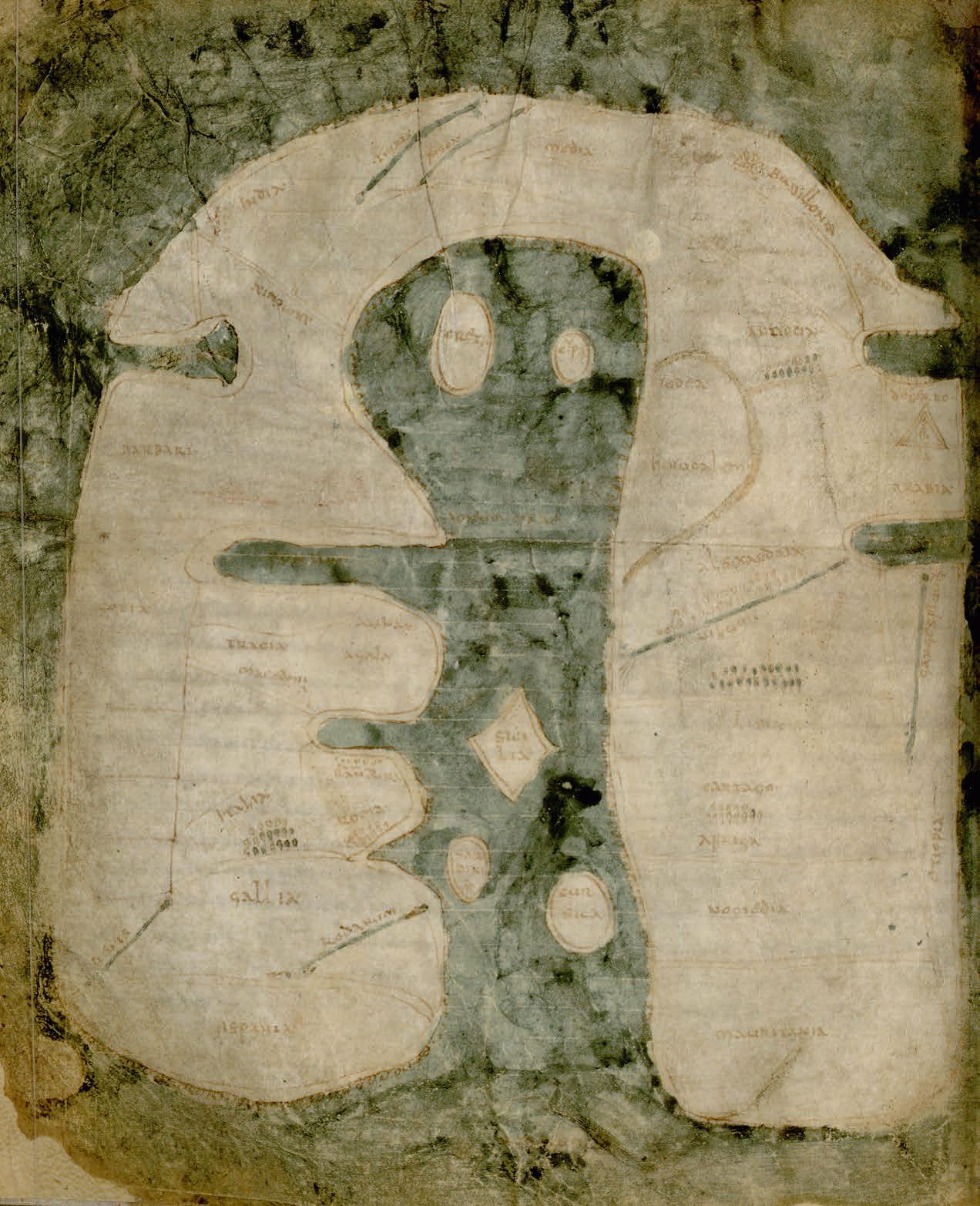
알비 마파 문디

지도를 포함한 필사본은 77쪽으로 구성되어 있다. 18세기에 "Miscellanea"(라틴어로 "수집"을 의미)로 명명되었다. 이 수집품은 22개의 다른 문서를 포함하며, 교육적인 기능을 가졌다. 양피지는 아마 염소나 양 가죽으로 만들어졌으며 보존 상태가 매우 좋다.
지도 자체는 높이 27 cm, 폭 22.5 cm이다. 세 대륙에 걸쳐 23개국을 나타내며 여러 도시, 섬, 강 및 바다를 언급한다. 알려진 세계는 말발굽 모양으로 표현되며, 지브롤터 해협에서 열리고 지중해를 둘러싸고 있으며, 중동은 상단에, 유럽은 왼쪽에, 북아프리카는 오른쪽에 위치한다.

### 이븐 하우칼의 지도 (10세기)

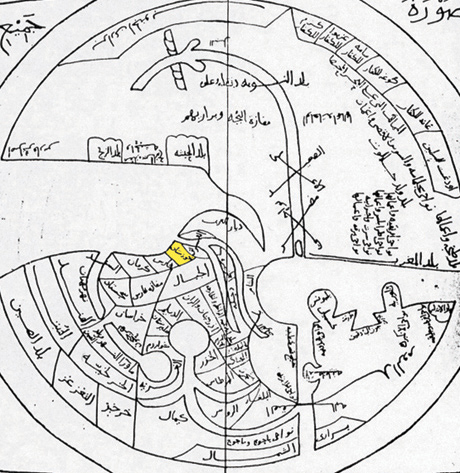
이븐 하우칼의 세계 지도 (남쪽이 위쪽)

이븐 하우칼은 10세기 아랍 과학자로, 자신의 여행 경험과 아마도 프톨레마이오스의 저작을 바탕으로 세계 지도를 개발했다. 또 다른 이러한 지도 제작자는 이스타크리였다.

### 앵글로색슨 코튼 세계 지도 (1040년경)

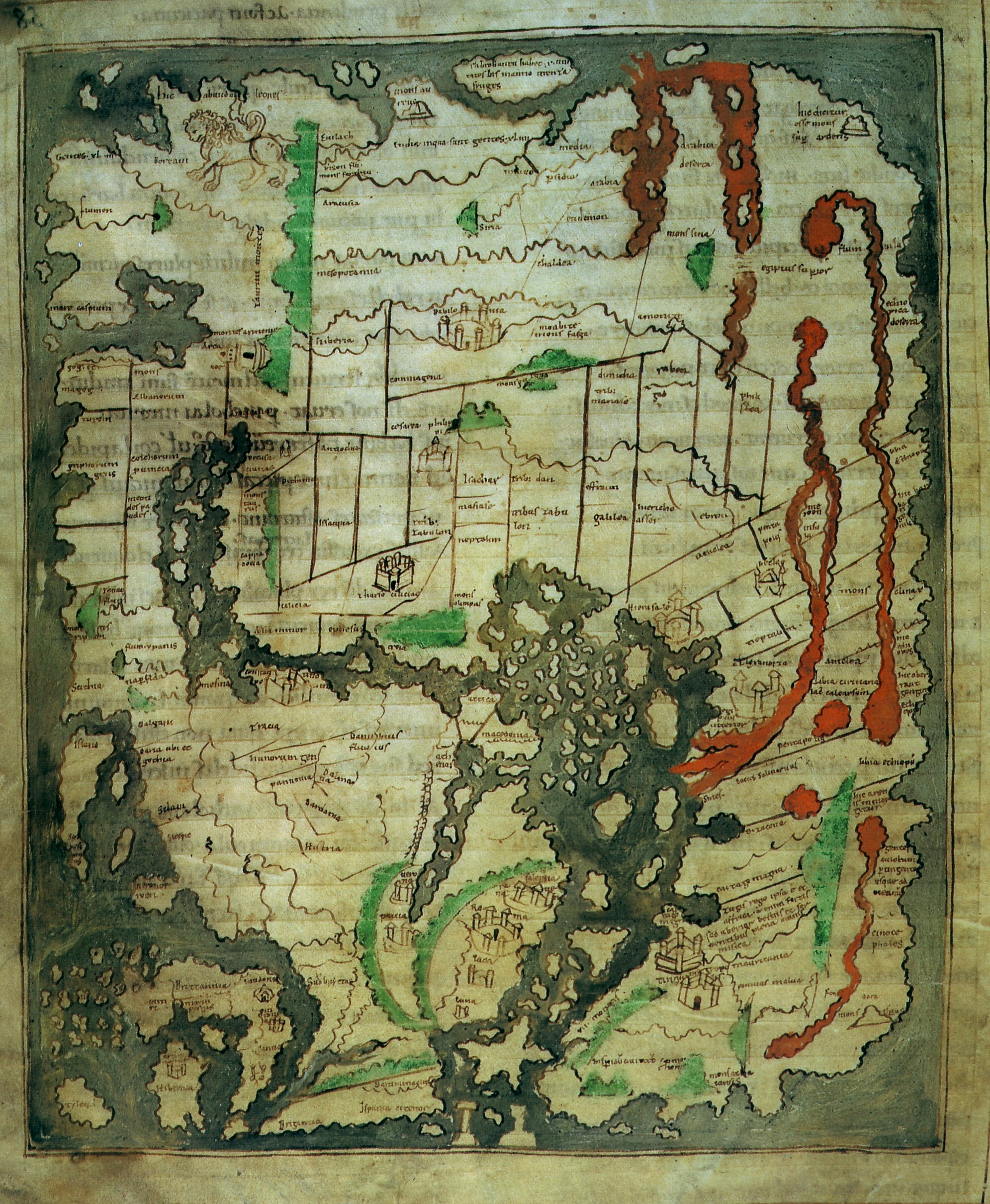
앵글로색슨 '코튼' 세계 지도 (1040년경). 영국과 아일랜드는 좌하단에 있다.

이 지도는 지리학 고전 작품인 프리스키아누스의 Periegesis 라틴어판 사본에 나타나는데, 이 사본은 코튼 도서관(필사본. 티베리우스 B.V., fol. 56v)에 있던 필사본 중 하나로, 현재 대영 도서관에 소장되어 있다. 이 지도는 단순히 해당 작품의 삽화로만 의도된 것이 아니라, 다른 출처에서 수집된 많은 내용을 포함하고 있으며, 그 중 일부는 당시 구할 수 있는 최신 자료였을 수도 있지만, 먼 로마 원본(이시도루스 히스팔렌시스 판본을 설명하는 또 다른 11세기 세계 지도의 출처와 유사)에 기반하고 있다 – 그 원본에는 선들의 네트워크가 로마 제국 지방의 경계를 나타내는 것으로 보인다. 작성 날짜는 이전에 켄터베리 대주교 시게리치의 로마 여행과 관련하여  992–994c.년경으로 추정되었으나, 최근 분석에 따르면 정보는 그 시기에 수정되었지만 지도는 아마 1025년에서 1050년 사이에 그려졌을 가능성이 높다.
나중에 이드리시의 지도(아래 참조)와 마찬가지로 이 지도는 대부분 상징적인 초기 중세 지도 전통에서 벗어나 있지만, 마찬가지로 유명한 프톨레마이오스의 좌표 시스템에 기반하지도 않는다. 동쪽이 위쪽에 있지만, 예루살렘은 중심에 있지 않으며, 에덴 동산은 어디에도 보이지 않는다. 드물게, 홍해뿐만 아니라 아프리카의 모든 수로는 붉은색으로 표현된다(산은 녹색). 극동의 묘사는 야심찬데, 인도와 타프로바네(스리랑카)를 포함하며 - 후자는 그 크기에 대한 과장된 고전적 개념에 따라 묘사된다. 놀랍게도, 영국 자체는 상당히 상세하게 묘사된다. 영국은 중세 기준으로는 드물게 하나의 섬으로 표시되지만, 콘월 반도는 과장되어 있으며, 맨 섬, 아일랜드 및 많은 스코틀랜드 섬들이 모두 표시되어 있다. 지도 제작자는 아이슬란드에 약간 혼란스러워하며, 영국의 북서쪽에 있는 고전적 이름 '툴레' 버전과 스칸디나비아와 논리적으로 연결된 '섬'으로 모두 묘사한다.
가상 마파 프로젝트에서 편집된 13개의 중세 세계 지도에 지명 및 이름 주석이 포함된 고해상도 디지털 이미지가 공개되어 있다.

### 베아투스 마파 문디 (1050년)

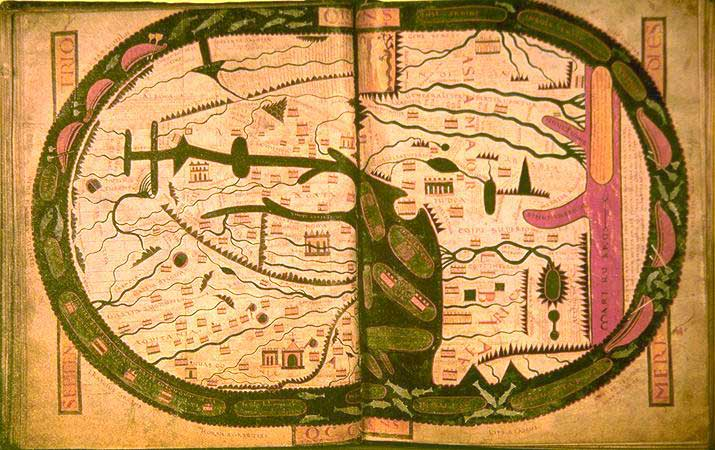
생-세베르 베아투스의 세계 지도

리에바나의 베아투스(730년경–798년)는 아스투리아스의 수도사이자 신학자였다. 그는 알퀸과 서신을 주고받았고, 입양론 논쟁에 참여하여 우르겔의 펠릭스와 톨레도의 엘리판두스의 견해를 비판했다. 그는 오늘날 그의 묵시록 주석의 저자로 가장 잘 기억되며, 776년에 출판되었다. 리에바나의 베아투스의 주석을 특징으로 하는 생-세베르 베아투스로 알려진 그림 필사본은 1050년경 프랑스 아키텐의 생-세베르 수도원에서 제작되었다. 이 필사본에는 주석의 삽화로 가장 오래된 기독교 세계 지도 중 하나가 포함되어 있다. 원본 필사본과 지도는 남아 있지 않지만, 지도의 사본은 현존하는 여러 필사본에 남아 있다.

### 마흐무드 알카슈가리의 지도 (1072년)

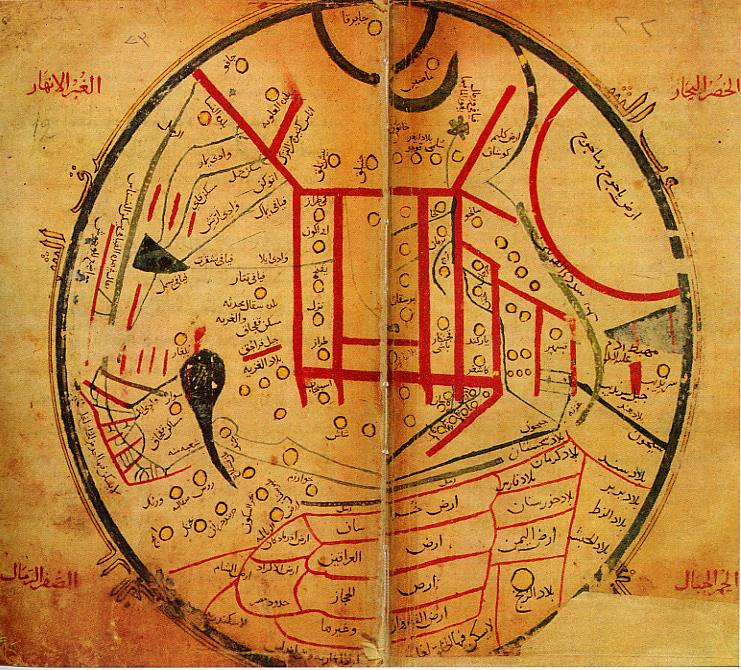
마흐무드 알카슈가리의 《투르크어 대사전》

카라한 칸 학자 마흐무드 알카슈가리는 11세기에 《투르크어 대사전》을 편찬했다. 이 필사본은 '투르크 중심' 세계 지도로 삽화되어 있으며, 동쪽(또는 오히려 하지 일출 방향)을 위로 향하고 있으며, 현재 키르기스스탄에 있는 고대 도시 발라사군을 중심으로 하여 북쪽에는 카스피해, 서쪽에는 이라크, 아르메니아, 예멘, 이집트, 동쪽에는 중국과 일본, 남쪽에는 힌두스탄, 카슈미르, 곡과 마곡을 보여준다. 파란색 선은 강을, 빨간색 선은 산맥을 나타내는 등 일관된 기호가 사용되었다. 세계는 바다로 둘러싸인 것으로 묘사된다. 이 지도는 현재 이스탄불의 페라 박물관에 소장되어 있다.

### 이드리시의 타불라 로게리아나 (1154년)

원본 타불라 로게리아나 (1154년), 남쪽이 위로 향함.

아랍 지리학자 이드리시는 아랍 상인과 탐험가들이 수집한 아프리카, 인도양 및 극동에 대한 지식을 고전 지리학자들로부터 계승된 정보와 통합하여 당시 세계에서 가장 정확한 지도를 만들었다. 이 지도는 이후 3세기 동안 가장 정확한 세계 지도로 남아 있었다.
타불라 로게리아나는 노르만 왕 루제루 2세를 위해 이드리시가 1154년에 그의 궁정에서 18년 동안 머물며 지도에 대한 주석과 삽화를 작업한 후 작성되었다. 아랍어로 쓰여진 이 지도는 유라시아 대륙 전체를 보여주지만, 북아프리카 대륙의 북쪽 부분만 보여준다.

### 엡스토르프 마파 문디 (1235년)

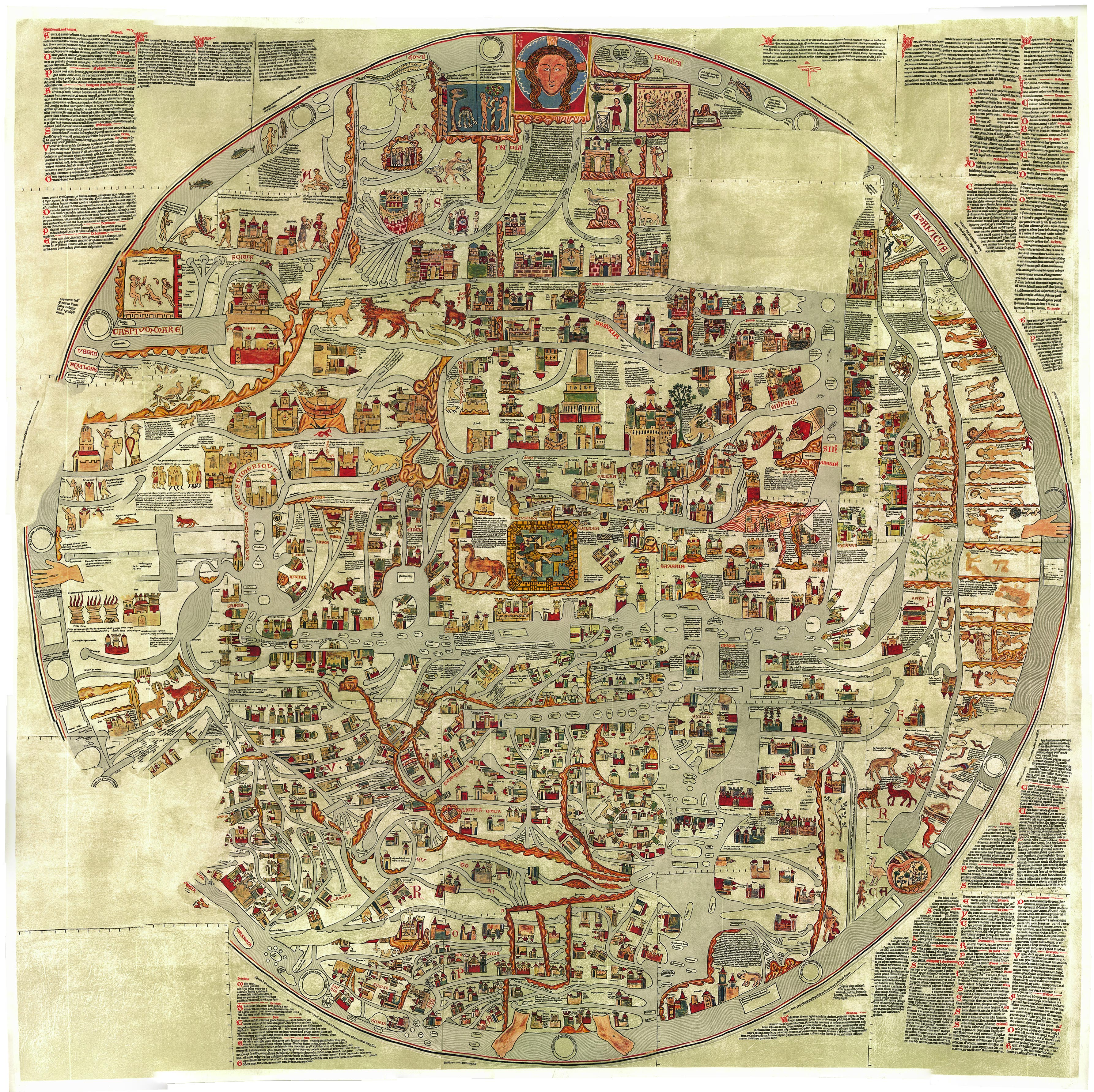
다시 그려진 엡스토르프 지도, 원본은 c. 1235년경이지만, 전시 폭격으로 파괴됨.

엡스토르프 지도는 유럽 마파 문디의 한 예로, 13세기경 게르바세 드 틸버리와 동일인물일 가능성이 있는 엡스토르프의 게르바세에 의해 제작되었다. 이 지도는 매우 큰 지도였다. 30개의 염소 가죽을 꿰매어 그려졌으며, 약 3.6 m × 3.6 m (12 ft × 12 ft) 크기였다. 지도의 상단에는 그리스도의 머리가 묘사되어 있으며, 양쪽에 손, 하단에 발이 있다. 이 지도는 중세 삼자 또는 T-O 지도의 매우 정교한 버전이었다. 예루살렘을 중심으로 동쪽이 지도의 상단에 위치했다. 로마는 사자 모양으로 표현되었으며, 주교구 분포에 대한 뚜렷한 관심을 보였다. 원본은 제2차 세계 대전 중 하노버 폭격으로 파괴되었지만, 일부 사진과 컬러 사본은 남아 있다.

### 헤리퍼드 마파 문디 (1300년)

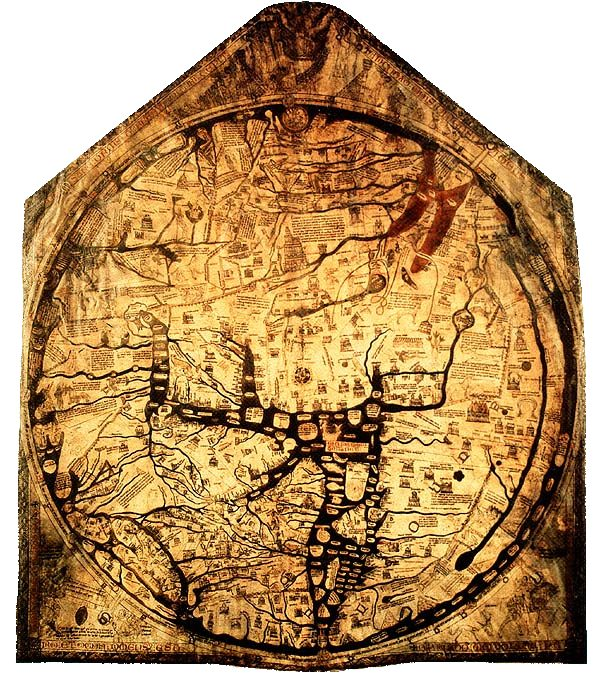
헤리퍼드 마파 문디, c. 1300년경

헤리퍼드 마파 문디는 T-O 지도 양식에 기반한 상세한 마파 문디로,  1300c.년경의 것이다. 이 지도에는 "홀딩엄 또는 라퍼드의 리처드"라고 서명되어 있다. 단일 독피지 시트에 그려졌으며, 158 cm × 133 cm (62 in × 52 in) 크기이다. 글자는 검은색 잉크로 쓰여 있으며, 추가로 붉은색과 금색, 그리고 파란색 또는 녹색으로 물(붉은색 홍해)이 칠해져 있다. 캡션은 이러한 대형 중세 지도의 여러 기능을 명확하게 보여주는데, 지리학 외에도 성경 주제 및 일반 역사에 대한 방대한 정보를 전달한다.
예루살렘은 원의 중앙에 그려져 있으며, 동쪽은 상단에 에덴 동산이 세계 가장자리의 원으로 표시되어 있다(1). 영국은 북서쪽 경계(좌하단, 22 & 23)에 그려져 있다. 이상하게도 아프리카와 유럽의 라벨은 바뀌어 있으며, 유럽은 붉은색과 금색으로 'Africa'로, 그 반대로 표시되어 있다.
가상 마파 프로젝트에서 편집된 13개의 중세 세계 지도에 1,000개 이상의 장소 및 이름 주석이 포함된 고해상도 디지털 이미지가 공개되어 있다.

### 피에트로 베스콘테의 세계 지도 (1321년)

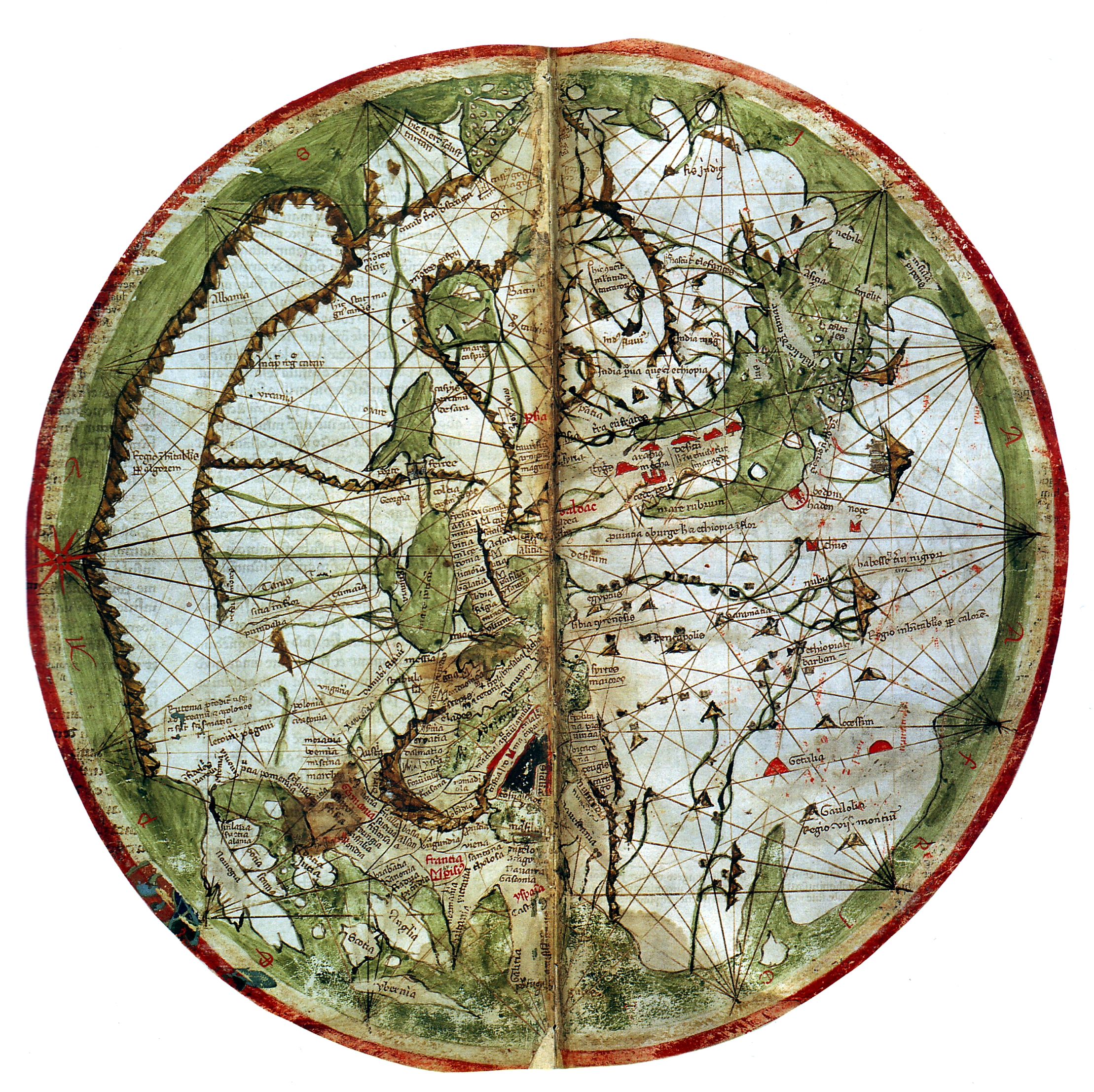
피에트로 베스콘테의 세계 지도, 1321년

이탈리아 지리학자 피에트로 베스콘테는 포르톨라노 분야의 선구자였다. 그의 해도는 지중해와 흑해 지역을 정확하게 지도화한 초기 지도 중 하나이다. 그는 또한 북유럽 해안선의 점점 더 정확한 묘사를 제작했다. 1321년 그의 세계 지도에서 그는 포르톨라노 제작자로서의 경험을 적용했다. 이 지도는 이전에는 들을 수 없었던 정확성을 마파 문디 장르에 도입했다. 이 세계 지도와 거룩한 땅 지도, 아크레 및 예루살렘 계획은 마리노 사누토 엘더의 십자군 신자의 비밀의 서에 포함하기 위해 만들어졌다.

### 카탈루냐 지도첩 (1375년)

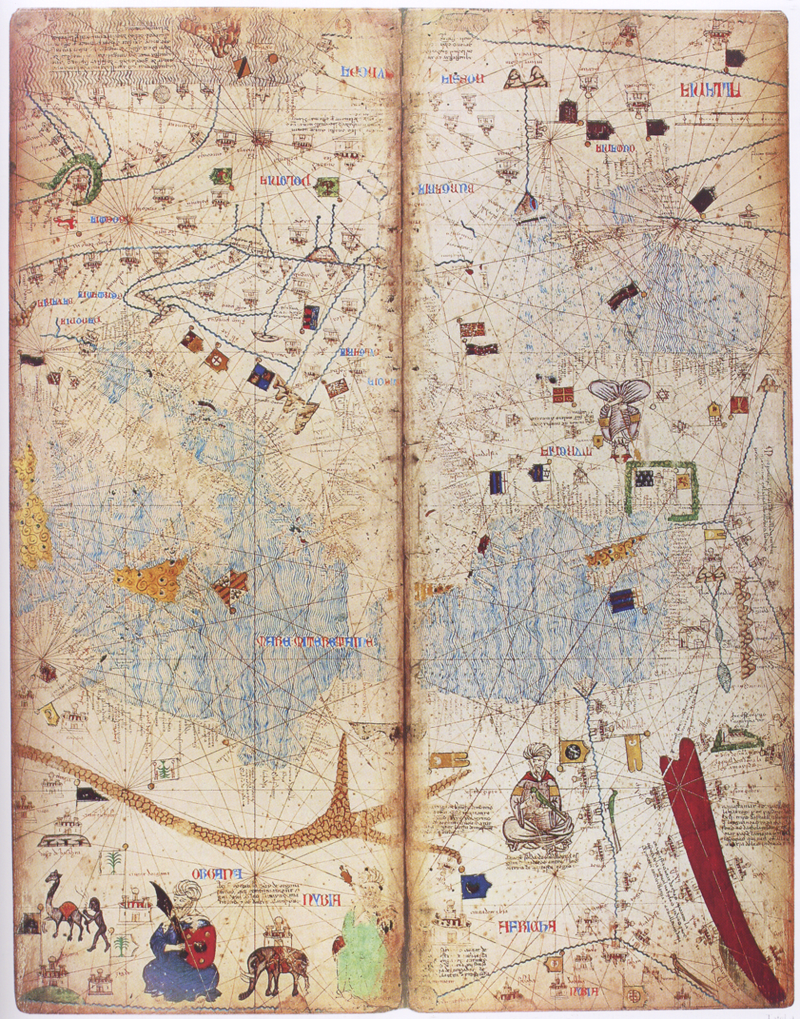
카탈루냐 지도첩의 두 장

카탈루냐 세계 지도첩은 마요르카 지도학 학교에 의해 제작되었으며 크레스케스 아브라함에게 귀속된다. 샤를 5세 이후 프랑스 왕실 도서관(현재의 프랑스 국립도서관)에 소장되어 있다. 카탈루냐 지도첩은 원래 가운데가 접힌 여섯 장의 독피지 잎으로 구성되어 있었으며, 금과 은을 포함한 다양한 색상으로 칠해져 있었다. 첫 두 장에는 카탈루냐어로 된 우주론, 천문학, 점성술에 관한 텍스트가 포함되어 있다. 이 텍스트에는 삽화가 함께 제공된다. 텍스트와 삽화는 지구의 구체 모양과 알려진 세계의 상태를 강조한다. 또한 선원들에게 조류와 밤에 시간을 파악하는 방법에 대한 정보를 제공한다.
다른 많은 해안도와 달리 카탈루냐 지도첩은 북쪽이 아래쪽에 오도록 읽는다. 이 결과 지도들은 극동에서 대서양까지 왼쪽에서 오른쪽으로 정렬되어 있다. 카탈루냐 지도첩의 동양 부분을 구성하는 첫 두 장은 수많은 종교적 참조뿐만 아니라 중세 마파 문디(중심 근처에 위치한 예루살렘)와 당시 여행 문학, 특히 마르코 폴로의 동방견문록과 존 맨드빌 경의 여행기의 합성을 보여준다. 많은 인도와 중국 도시를 식별할 수 있다.

### "대명혼일도" 세계 지도 (1389년 이후)

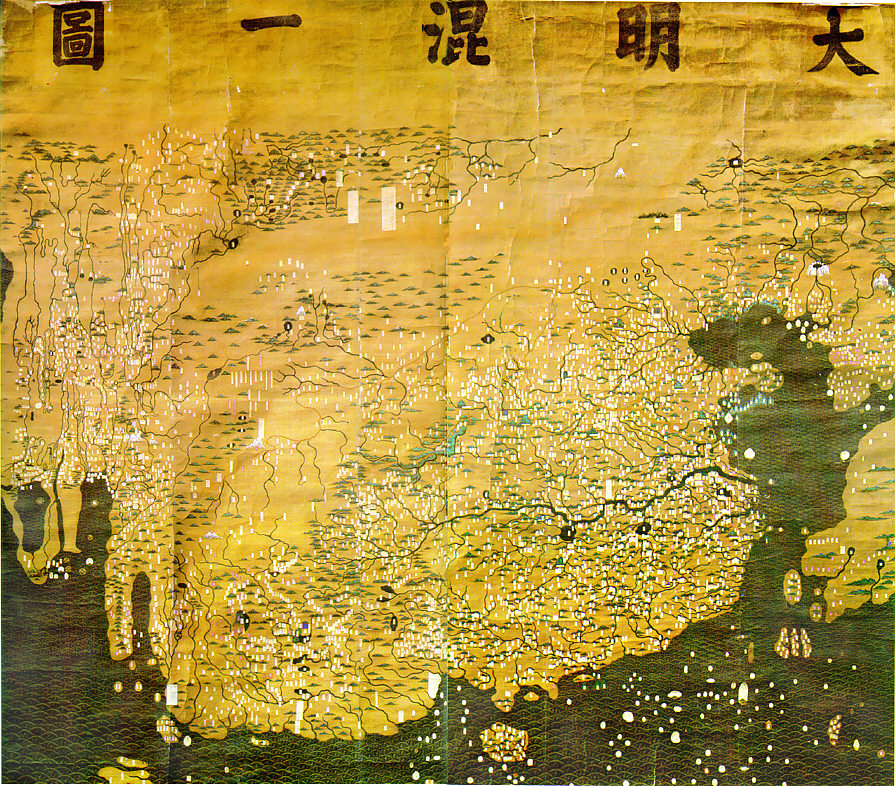
대명혼일도 지도

14세기 말 또는 15세기 초에 만들어진 것으로 보이는 《대명혼일도》(중국어 간체자: 大明混一图, 직역: 대명 제국의 통합 지도) 세계 지도는 중국을 중심에 두고 유럽은 지구 반대편에 매우 작고 가로로 압축되어 가장자리에 묘사되어 있다. 아프리카 해안도 인도양 관점에서 지도화되어 희망봉 지역을 보여준다.
이 유형의 지도는 약 1320년대부터 만들어졌지만, 초기 표본은 모두 사라졌으며, 따라서 가장 오래 살아남은 것은 정교하고 화려한 《대명혼일도》로, 17m2(180ft2)의 비단에 그려졌다.

### 혼일강리역대국도지도 (1402년)

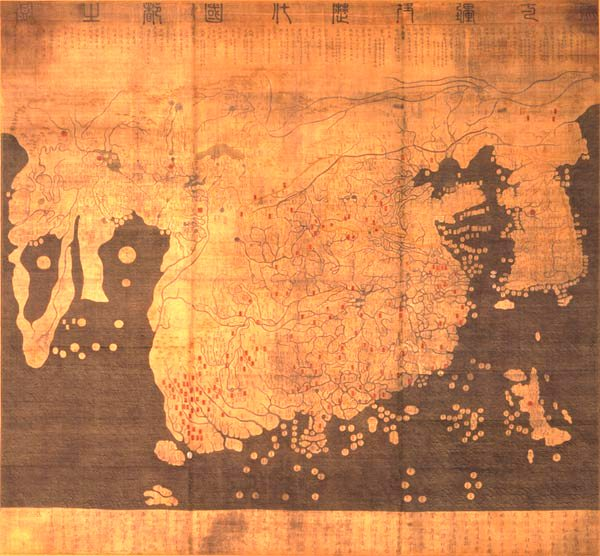
조선(한국)의 혼일강리역대국도지도 (1479–1485년경) 류코쿠 사본

《혼일강리역대국도지도》(중국의 역사 국가 및 수도 통합 지도)는 1402년 한국에서 제작된 세계 지도이자 중국의 역사 지도이다. 현재 남아 있는 사본은 모두 일본에 있으며, 훨씬 나중에 제작되었다. 이 지도는 현재는 사라진 14세기 중국 세계 지도인 《성교광패도》의 내용을 재구성하는 데 중요한 역할을 하며, 이 지도는 중국 지도 제작 기술에 몽골 제국의 이슬람 학문을 통해 서양 출처의 추가 정보를 기반으로 했다. 또한 16세기와 17세기 유럽 지식이 도입될 때까지 서양에 대한 지리 정보가 업데이트되지 않아 몽골 시대 이후 동아시아 지도학의 정체를 보여준다. 《대명혼일도》(닫힌 기록 보관소에 보관되어 있어 서양에 덜 알려져 있음)와 겉보기에는 유사하지만, 강리도는 한국을 확대하여 한국의 기원을 보여주고, 일본의 지도를 크게 개선했지만 잘못된 위치, 축척, 방향으로 포함한다. 다른 곳에서 지도는 중국 지도에서는 거의 볼 수 없는 부자연스러운 루프를 형성하는 강 시스템 묘사에서 특히 장식적인 목적을 보여준다. 그럼에도 불구하고 이 지도는 "15세기 말 이전에 유럽에서 제작된 어떤 것보다 우수하다"고 평가받는다.

### 데 비르가 세계 지도 (1411–1415년)

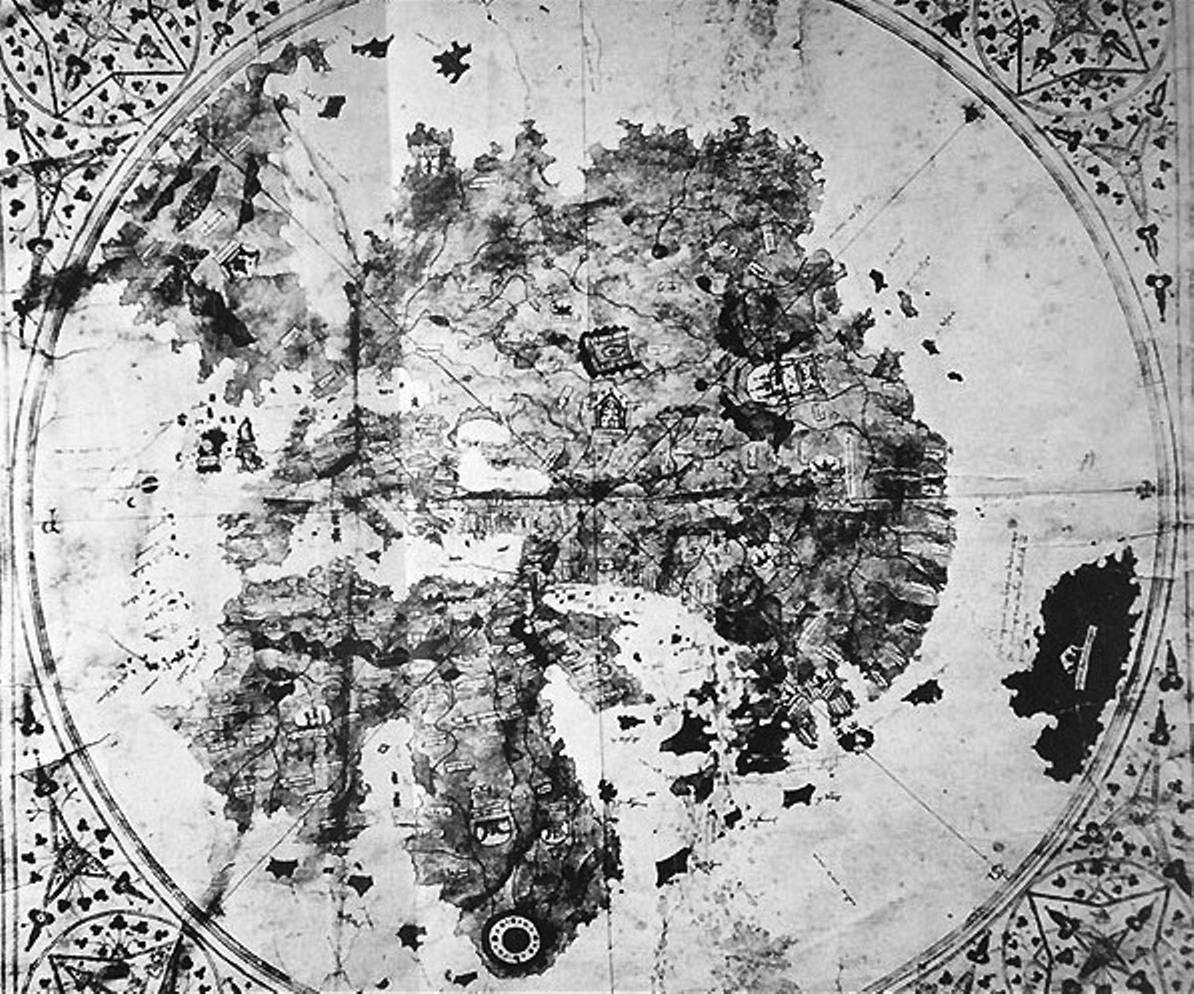
1930년대 사라진 데 비르가 세계 지도 (1411–1415년) 사진

데 비르가 세계 지도는 알베르티누스 데 비르가가 1411년에서 1415년 사이에 제작했다. 베네치아 사람인 알베르틴 드 비르가는 1409년에 베네치아에서 만든 지중해 지도로도 알려져 있다. 세계 지도는 원형으로, 약 69.6 cm × 44 cm (27.4 in × 17.3 in) 크기의 양피지 한 장에 그려져 있다. 지도는 지표 자체와 약 44 cm (17 in) 직경의 달력과 두 개의 표를 포함하는 확장 부분으로 구성되어 있다.

### 비안코의 세계 지도 (1436년)

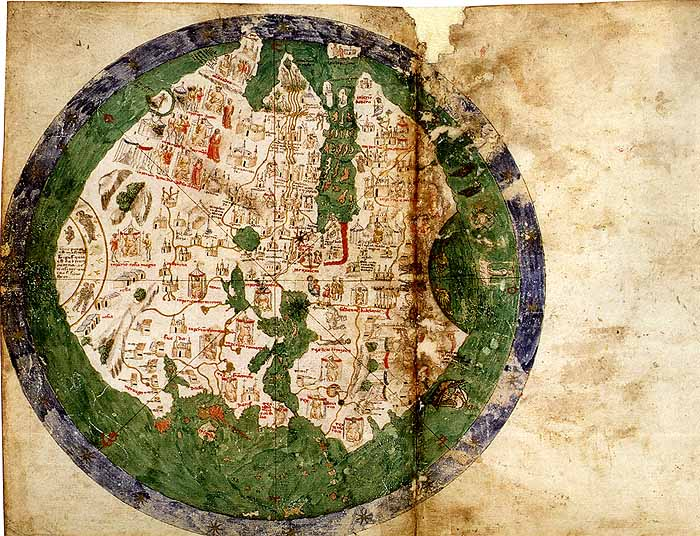
비안코 세계 지도 (1436년)

안드레아 비안코의 1436년 지도첩은 18세기 제본에 29 cm × 38 cm (11 in × 15 in) 크기의 독피지 10장으로 구성되어 있다. 첫 번째 장에는 코스를 결정하기 위한 마르텔로이오 규칙 설명과 "원과 정사각형", 두 개의 표 및 다른 두 개의 도표가 포함되어 있다. 다음 8장은 다양한 해도이다. 9번째 장에는 원주 25 cm (9.8 in)의 원형 세계 지도가 포함되어 있다. 그리고 마지막 장에는 프톨레마이오스의 첫 번째 투영법에 따른 프톨레마이오스 세계 지도가 그려져 있다. 일부 사람들은 비안코의 지도가 플로리다주 해안을 안티이아라고 라벨 붙인 큰 섬에 연결된 거대 반도로 정확하게 묘사한 최초의 지도라고 생각한다. 비안코는 또한 1459년 프라 마우로 세계 지도 제작에서 프라 마우로와 협력했다.

### 보르지아 세계 지도 (15세기 초)

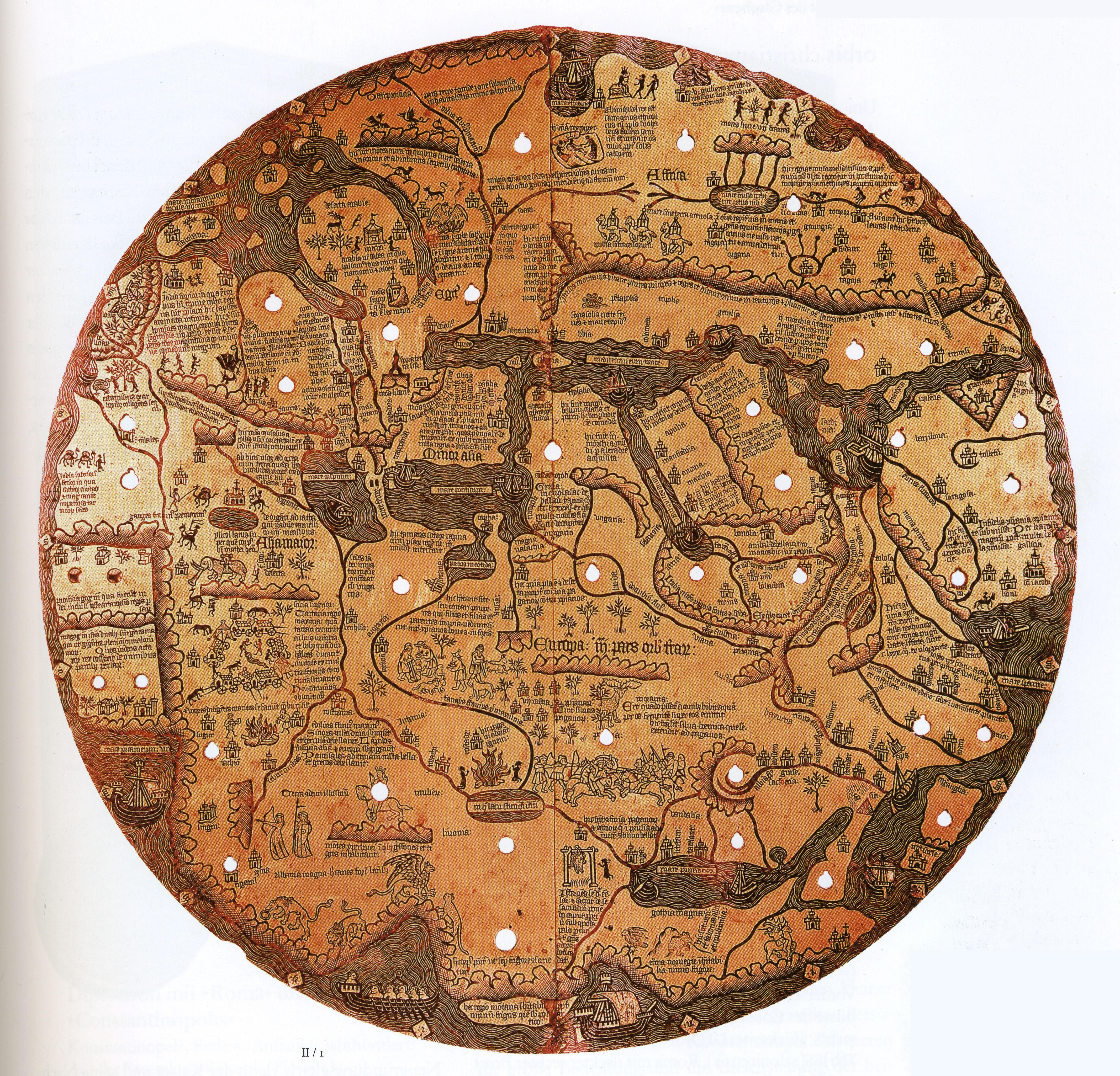
보르지아 지도 (15세기 초)

주로 장식용 작품인 보르지아 지도는 15세기 초 어느 시점에 제작된 세계 지도로, 금속판에 새겨져 있다.

### 제노바 지도 (1457년)

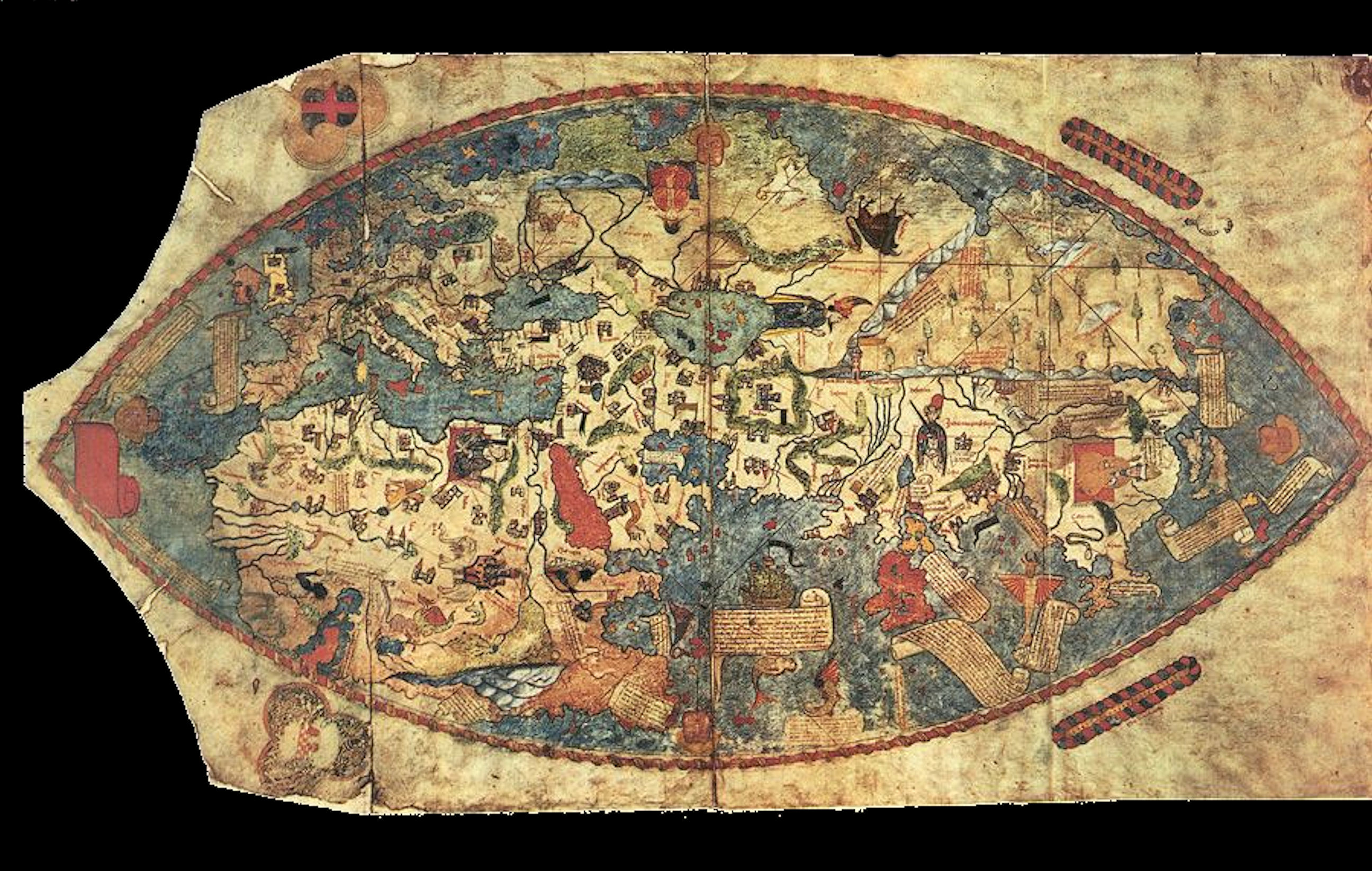
1457년 제노바 지도, 피렌체 국립도서관

1457년 제노바 지도는 일반적으로 마르코 폴로의 기록 대신 아시아 여행가 니콜로 다 콘티의 기록에 크게 의존한 세계 지도이다. 저자는 알려지지 않았지만, 프라 마우로 세계 지도보다 더 현대적인 발전이며, 덜 복잡하고 완전하며, 각 대륙의 비율이 상당히 좋다. 이 지도는 당시의 주요 랜드마크와 아프리카의 전설적인 사제왕 요한, 중국의 쿠빌라이 칸, "실람"(스리랑카)과 수마트라와 같은 인물, 그리고 인도양에 있는 세 돛대 유럽 선박의 디자인을 묘사하는데, 이는 아직 일어나지 않았으며, 해로가 가능했다는 것을 시사한다.

### 프라 마우로 세계 지도 (1459년)

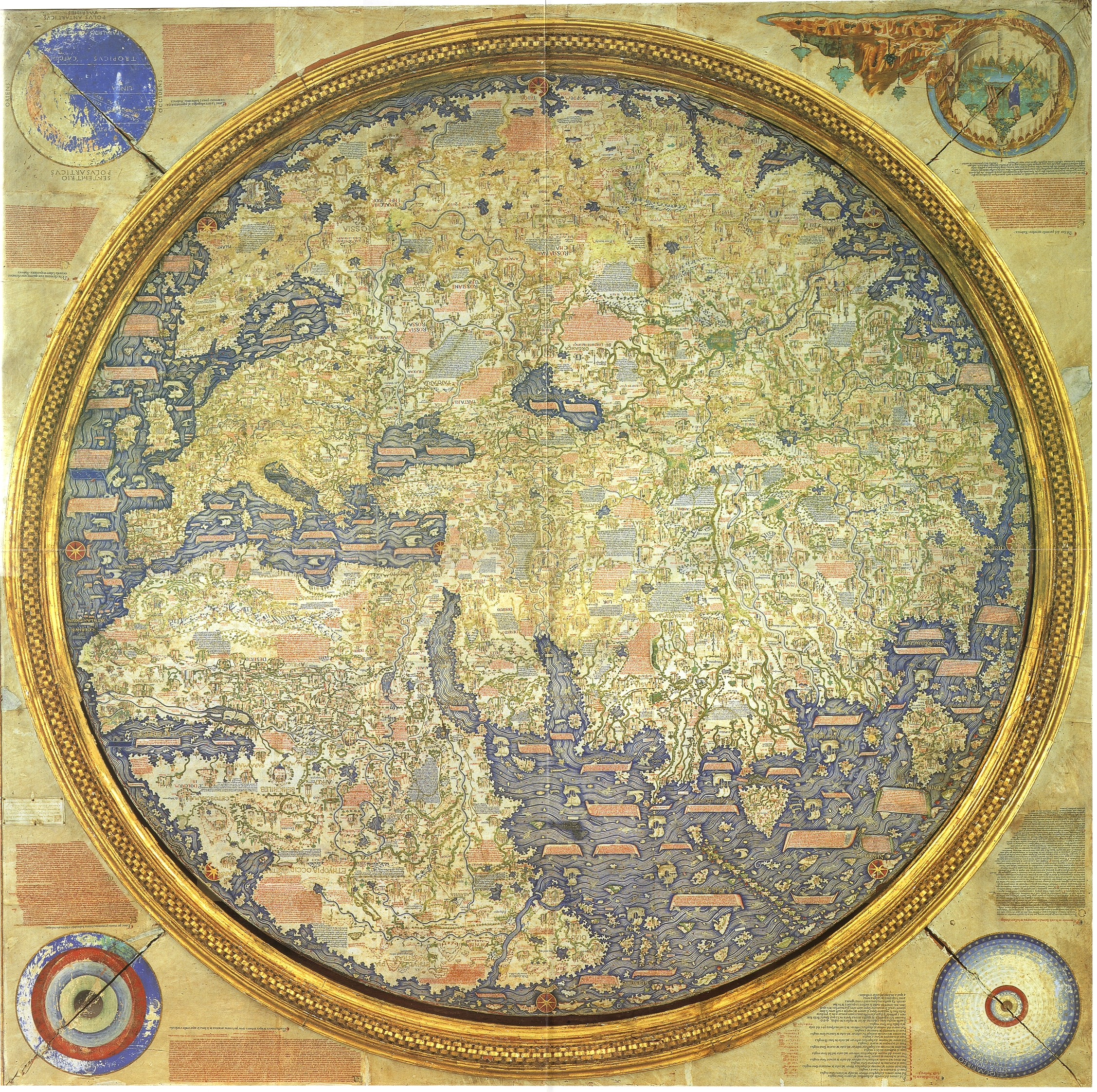
프라 마우로 지도 (1459년)

프라 마우로 지도는 베네치아 수도사 프라 마우로가 1457년에서 1459년 사이에 제작했다. 독피지에 그려진 원형 천구도이며, 나무 틀에 끼워져 있으며 직경은 약 2 미터 (6 ft 7 in)이다.
원본 세계 지도는 포르투갈 왕 아폰수 5세의 의뢰로 프라 마우로와 그의 조수 항해사 겸 지도 제작자 안드레아 비안코가 제작했다. 이 지도는 1459년 4월 24일에 완성되어 포르투갈로 보내졌으나, 현재까지 남아 있지 않다. 프라 마우로는 베네치아 공화국을 위해 지도를 복제하던 중 다음 해에 사망했으며, 안드레아 비안코가 사본을 완성했다.
이 지도는 베네치아의 코레르 박물관에 보존되어 있다.

### 마르텔루스 세계 지도 (1490년)

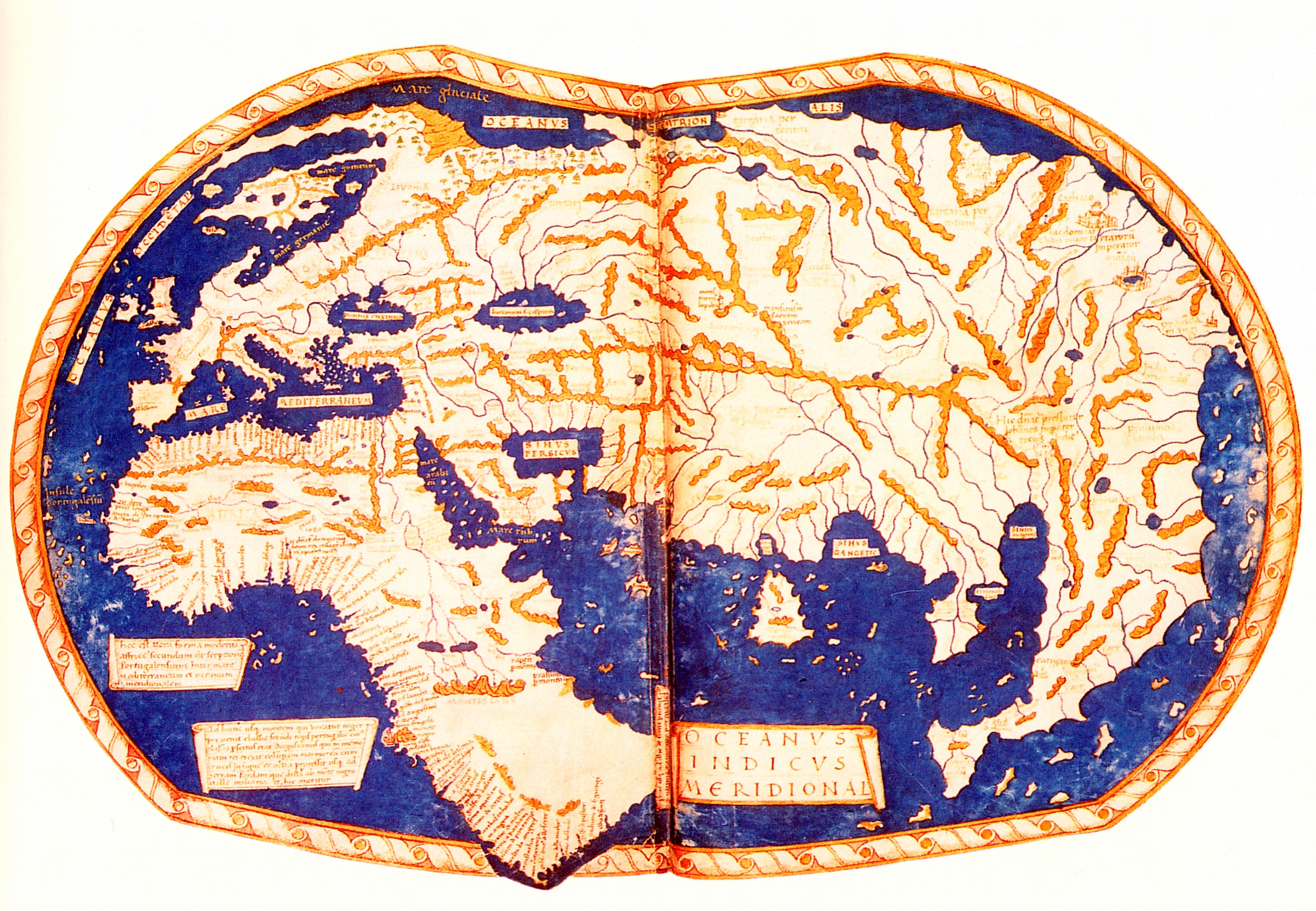
마르텔루스 세계 지도 (1490년)

헨리쿠스 마르텔루스 게르마누스의 세계 지도 (1490년경)는 나중에 마르틴 베하임이 1492년에 제작한 지구본인 에르트아펠과 놀라울 정도로 유사했다. 둘 다 프톨레마이오스로부터 큰 영향을 받았으며, 둘 다 1485년경 리스본에서 바르톨로메우 콜럼버스가 만든 지도에서 유래했을 가능성이 있다. 마르텔루스는 베하임의 고향인 뉘른베르크에서 태어난 것으로 여겨지지만, 1480년부터 1496년까지 피렌체에서 살고 일했다.

### 베하임의 에르트아펠 지구본 (1492년)

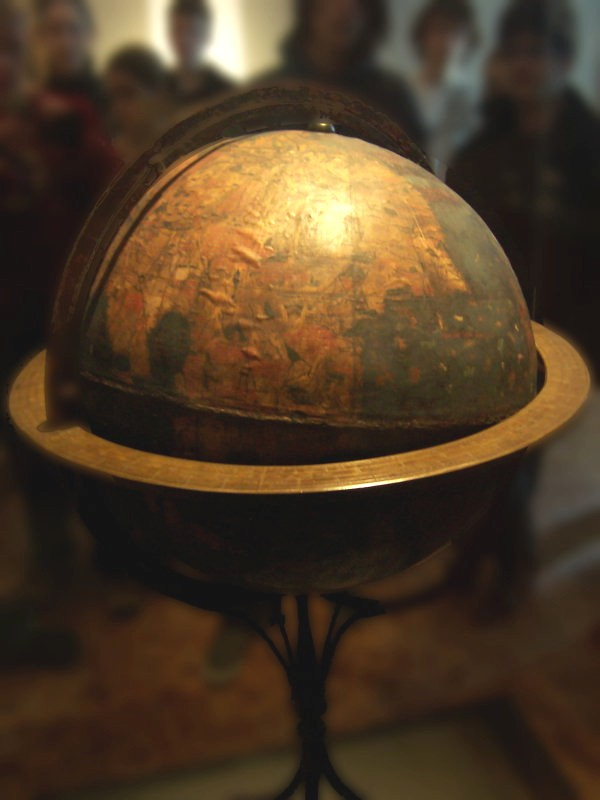
베하임의 에르트아펠

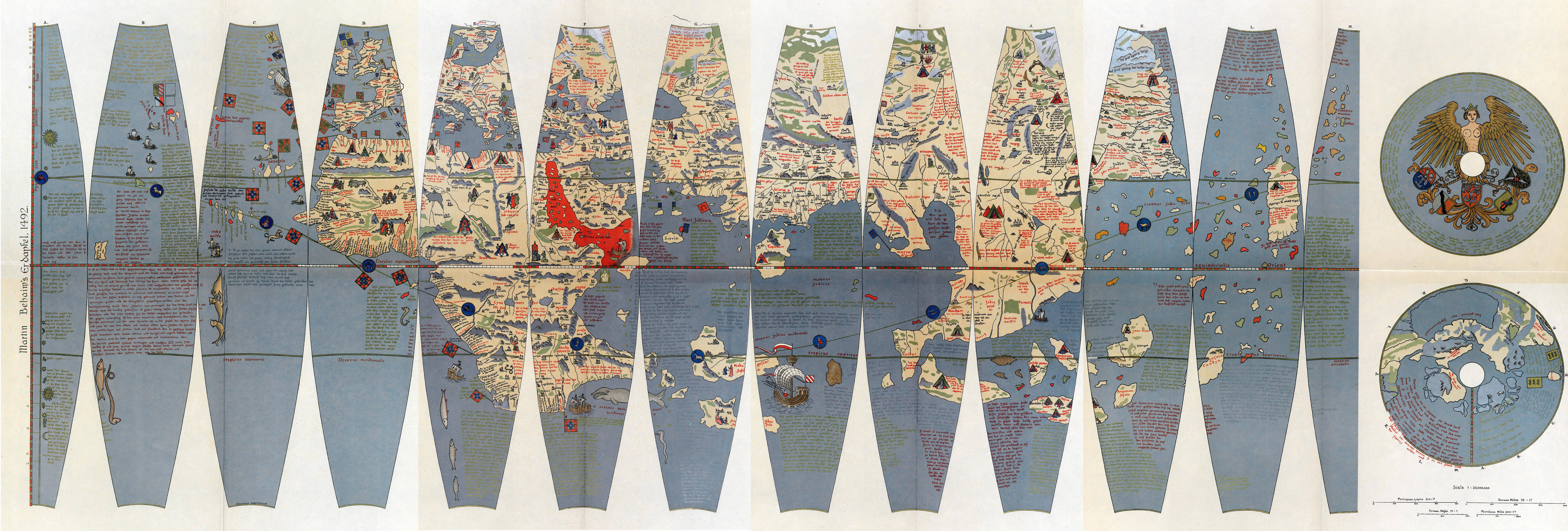
에르트아펠의 쐐기 현대 재현

마르틴 베하임이 1492년에 제작한 에르트아펠(대지의 사과)은 현존하는 가장 오래된 육지 지구의로 간주된다. 나무로 보강된 접착된 리넨 공에 게오르그 글록켄돈이 쐐기에 그린 지도를 덧붙여 제작되었다. 콜럼버스가 1493년 3월에 스페인으로 돌아오기 전에는 아메리카가 포함되지 않았다. 이 지도는 상당히 확대된 유라시아 대륙과 유럽과 아시아 사이에 빈 바다를 보여준다. 이 지도는 신화 속의 성 브렌단의 섬을 포함하고 있다. 일본과 아시아 섬들은 불균형적으로 크다. 이 지구본을 "사과"라고 부르는 아이디어는 제국사과(글로버스 크루거)와 관련이 있을 수 있으며, 이것은 제국보기와 함께 뉘른베르크에 보관되어 있었다. 1907년에 게르만 박물관으로 옮겨졌다.

## 1492년 이후

### 후안 데 라 코사 지도 (1500년)

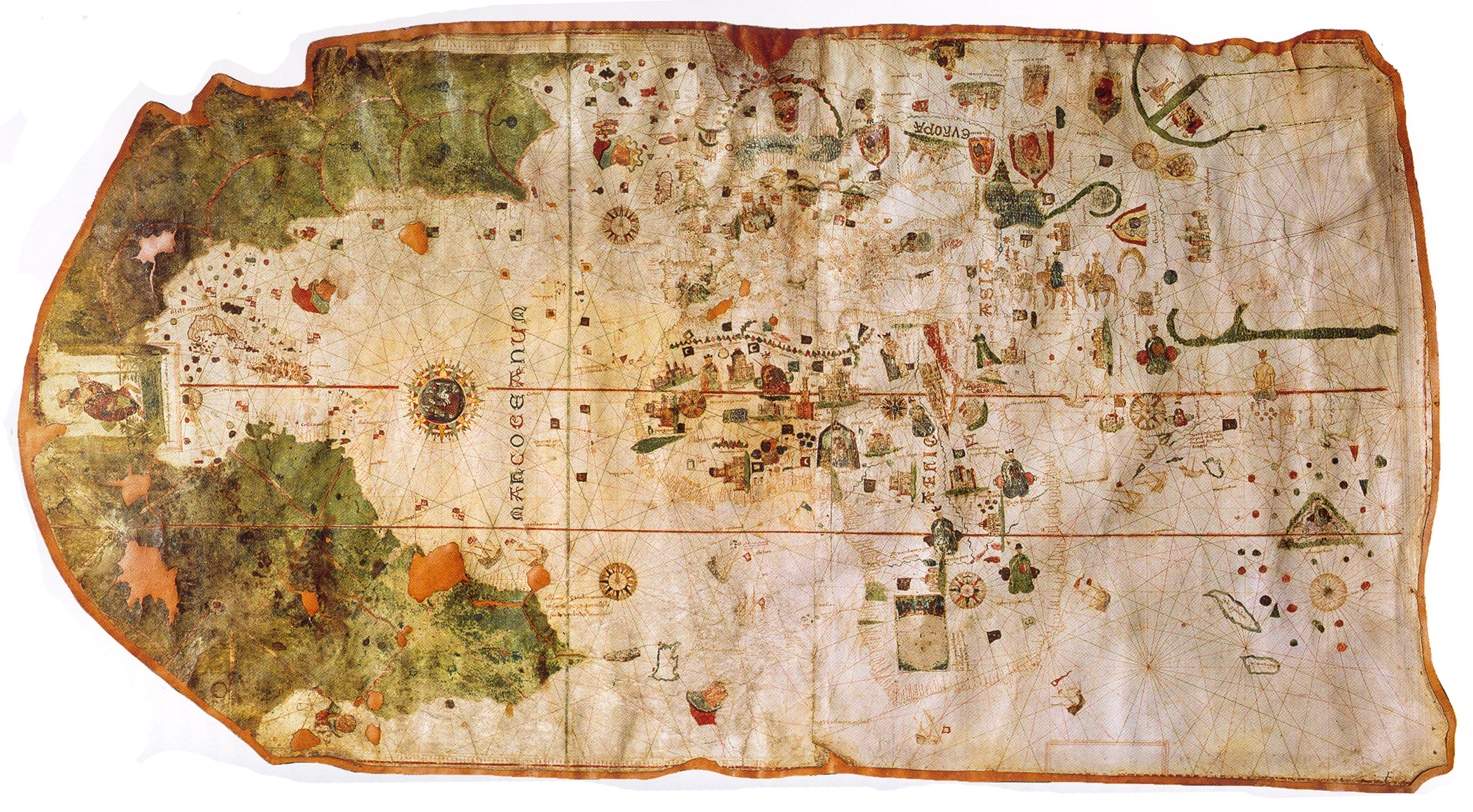
후안 데 라 코사 지도, 오른쪽으로 회전(원본 필사본에서는 북쪽이 왼쪽을 가리킴), 1500년

스페인 지도 제작자, 탐험가, 콩키스타도르인 후안 데 라 코사는 당시 카스티야 왕국의 산토냐에서 태어났으며, 여러 지도를 만들었는데 그 중 유일하게 남아 있는 것이 1500년의 마파 문디이다. 이는 아메리카의 알려진 최초의 유럽 지도학적 표현이다. 현재 마드리드의 해군 박물관에 소장되어 있다. 그의 지리 및 물리 지도첩에 그 복제품이 실려 있다.

### 칸티노 평면도 (1502년)

칸티노 평면도, 1502년, 모데나 이스텐세 도서관

칸티노 평면도 또는 칸티노 세계 지도는 동서양에서 포르투갈의 발견을 보여주는 가장 오래 살아남은 지도이다. 이 지도는 페라라 공작의 대리인인 알베르토 칸티노의 이름을 따서 명명되었는데, 그는 1502년에 이 지도를 포르투갈에서 이탈리아로 성공적으로 밀반입했다. 이 지도는 카리브 제도의 섬들뿐만 아니라 아프리카, 유럽, 아시아를 보여준다. 특히 이 지도는 1500년에 포르투갈 탐험가 페드루 알바르스 카브랄이 발견한 브라질 해안에 대한 단편적인 기록을 묘사한 것으로 유명하다. 카브랄은 이 지역이 단순히 섬인지 아니면 스페인 원정대가 막 발견한 더 북쪽 대륙의 일부인지 추측했다 (cf. 아메리고 베스푸치).

### 카베리오 지도 (1505년경)

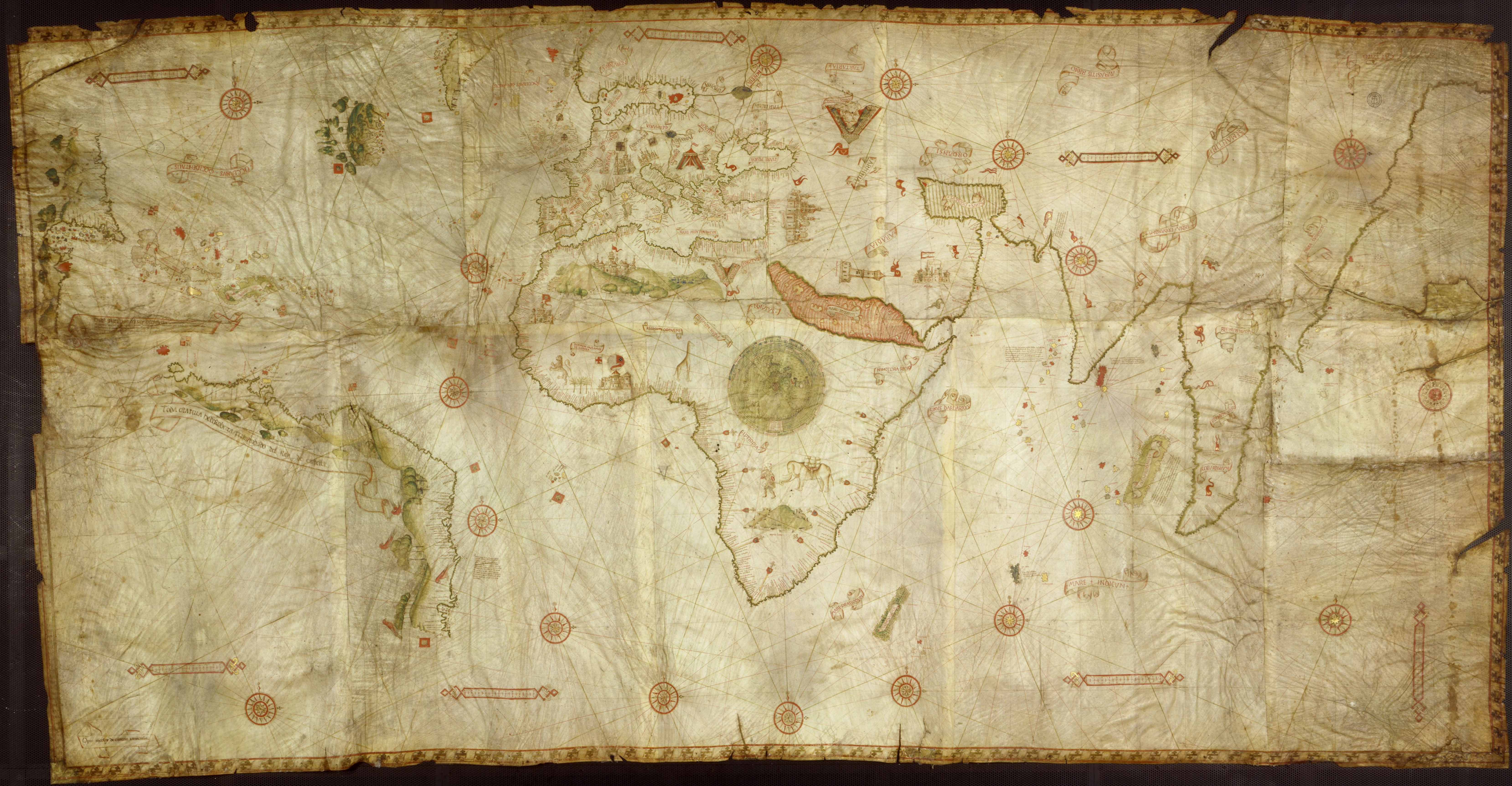
카베리오 지도 (c. 1505년경), 프랑스 국립도서관, 파리

카베리오 지도(Caveri 지도 또는 Canerio 지도라고도 함)는 니콜라이 드 카베리가 1505년경에 그린 지도이다. 양피지에 손으로 그려져 채색되었으며, 2.25 by 1.15 미터 (7.4 ft × 3.8 ft) 크기의 10개 섹션 또는 패널로 구성되어 있다. 역사학자들은 "Nicolay de Caveri Januensis"라고 서명된 이 날짜 미상의 지도가 1504-05년에 완성되었다고 믿는다. 제노바의 카베리가 리스본에서 만들거나, 칸티노 지도와 매우 유사한 지도를 제노바에서 복사했을 가능성이 높다. 이는 1507년 발트제뮐러 지도 제작에 사용된 주요 출처 중 하나였다. 카베리오 지도는 현재 파리의 프랑스 국립도서관에 소장되어 있다.

### 루이쉬 세계 지도 (1507년)

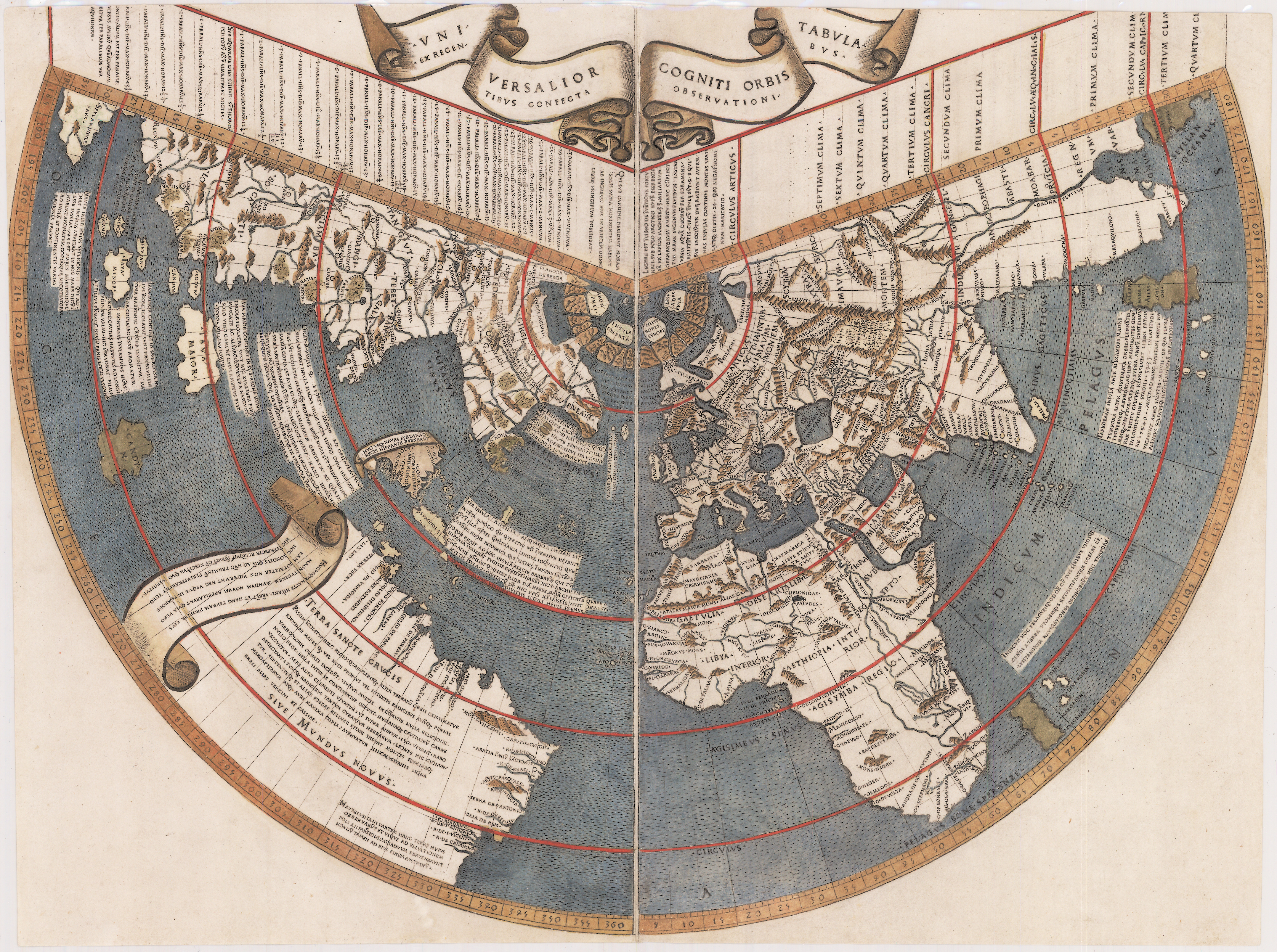
루이쉬의 1507년 세계 지도

저지대 국가 출신의 탐험가, 지도 제작자, 천문학자, 화가인 요하네스 루이쉬는 신세계의 두 번째로 오래된 인쇄된 표현을 제작했다. 루이쉬 지도는 1507년에 출판되어 널리 배포되었다. 이 지도는 1506년의 콘타리니-로셀리(Contarini-Rosselli) 지도와 마찬가지로 프톨레마이오스의 원뿔 투영법을 사용한다. 둘 다 크리스토퍼 콜럼버스의 발견과 존 캐벗의 발견을 기록하며, 포르투갈 출처 및 마르코 폴로의 기록에서 얻은 정보를 포함한다. 그의 지도에는 분명히 포르투갈 출처에서 온 주석이 있다. 뉴펀들랜드와 쿠바는 콜럼버스와 캐벗이 믿었던 것처럼 아시아에 연결된 것으로 표시된다. 루이쉬 지도에서 "Sipganus"(마르코 폴로의 일본)는 "Spagnola"(히스파니올라섬)와 동일하다. 뉴펀들랜드의 그랜드 뱅크스 지역에는 대구 물고기가 표시되어 있으며, 포르투갈인이 아프리카 해안을 따라 발견한 내용을 보여주고, 스리랑카를 올바른 비율과 위치에 놓고 인도를 삼각형 반도로 보여준다.
루이쉬 지도에서는 그린란드가 뉴펀들랜드와 아시아에 연결되어 있으며, 이전 지도에서처럼 유럽에 연결되어 있지 않다. 북극 주변에는 루이쉬가 영국 수도사 니콜라스 린의 저서 Inventio Fortunata에 있는 보고서를 바탕으로 섬을 그렸다. 노르웨이 위의 섬은 '유럽 하이퍼보레아'로 라벨이 붙어 있으며, 스발바르 제도와 유사하다. 그쪽으로 뻗어 있는 반도는 바르되의 성 올라프 교회인 'Sancti Odulfi' 교회로 표시되어 있다.

### 발트제뮐러와 링만 지도 (1507년)

발트제뮐러 지도와 이어진 시트, 1507년

독일 남부의 지도 제작자 마르틴 발트제뮐러와 마티아스 링만은 지도 제작 친구 르네 2세 드 로렌 공작의 지원을 받아 수년간 지도 데이터를 수집했으며, 가장 최근의 발견에 대한 정보를 포함하여 새로운 공동 지리학 및 지도학 작품을 만들었다. 그들은 책과 함께 역사상 처음으로 지도에 아메리카라는 이름을 사용했으며, 이는 아메리고 베스푸치가 그의 항해에서 발견한 새로운 대륙이며, 크리스토퍼 콜럼버스가 서인도 제도에서 발견한 몇 개의 작은 섬이 아니라는 강한 의견을 가지고 있었다.

### 피리 레이스 지도 (1513년)

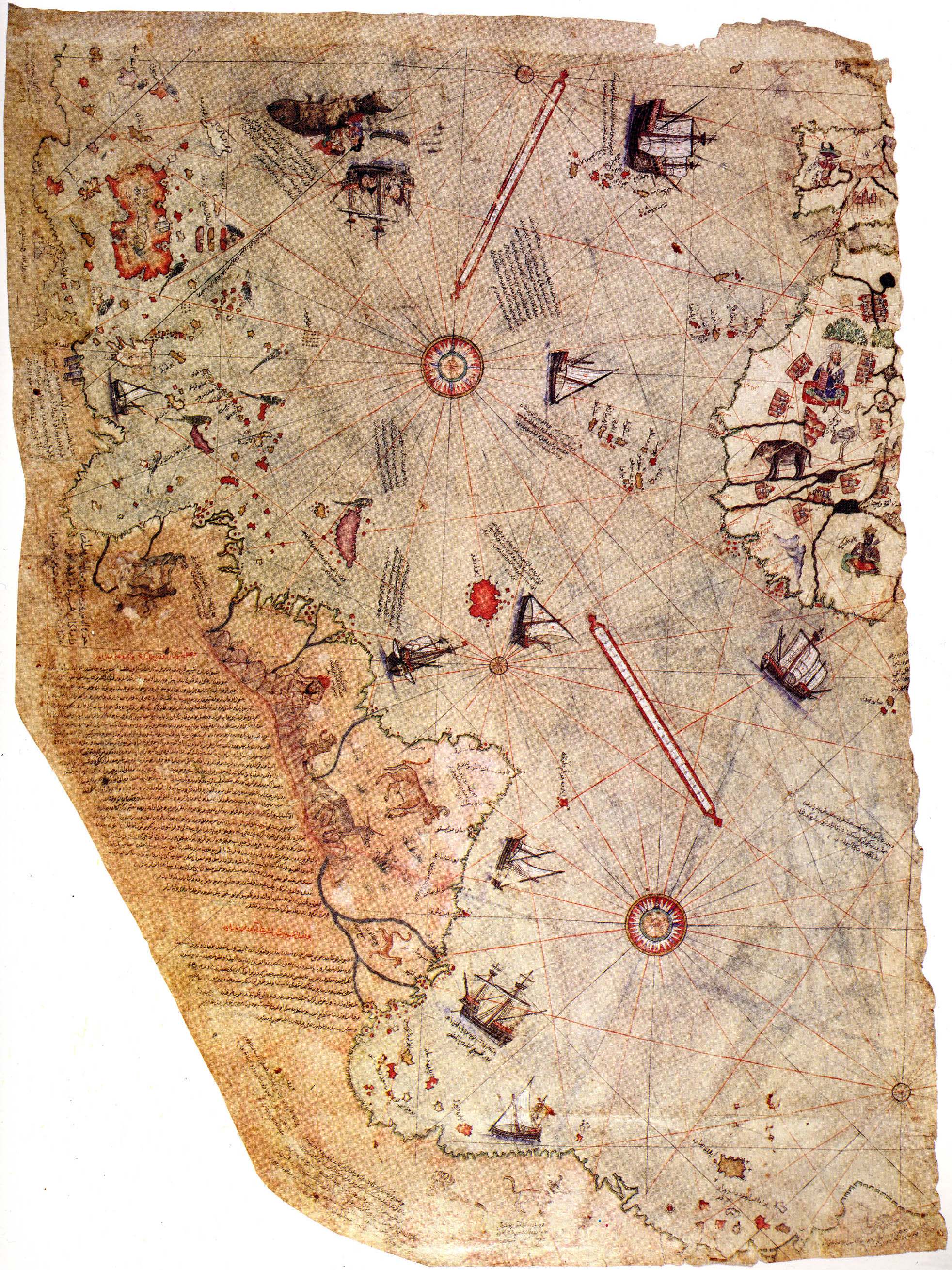
1513년 피리 레이스가 그린 피리 레이스 지도 조각

피리 레이스 지도는 16세기 오스만 제국 해군 제독이자 지도 제작자 피리 레이스가 만든 유명한 세계 지도이다. 남아 있는 지도의 3분의 1은 유럽과 북아프리카 서쪽 해안의 일부를 상당히 정확하게 보여주며, 브라질 해안도 쉽게 식별할 수 있다. 아소르스 제도와 카나리아 제도를 포함한 다양한 대서양 섬들이 묘사되어 있으며, 신화 속의 섬 안티이아도 나타나 있다. 이 지도는 남미 대륙의 남동쪽으로 뻗어 남쪽 육지를 묘사한 것으로 유명하며, 일부는 논란의 여지가 있지만 남극의 존재에 대한 초기 인식의 증거라고 주장한다. 또는 이것이 실제로 혼곶까지의 해안 기록이며, 단순히 양피지에 맞게 남동쪽으로 구부러져 있다고 제안되기도 한다.

### 피에트로 코포 지도 (1520년)

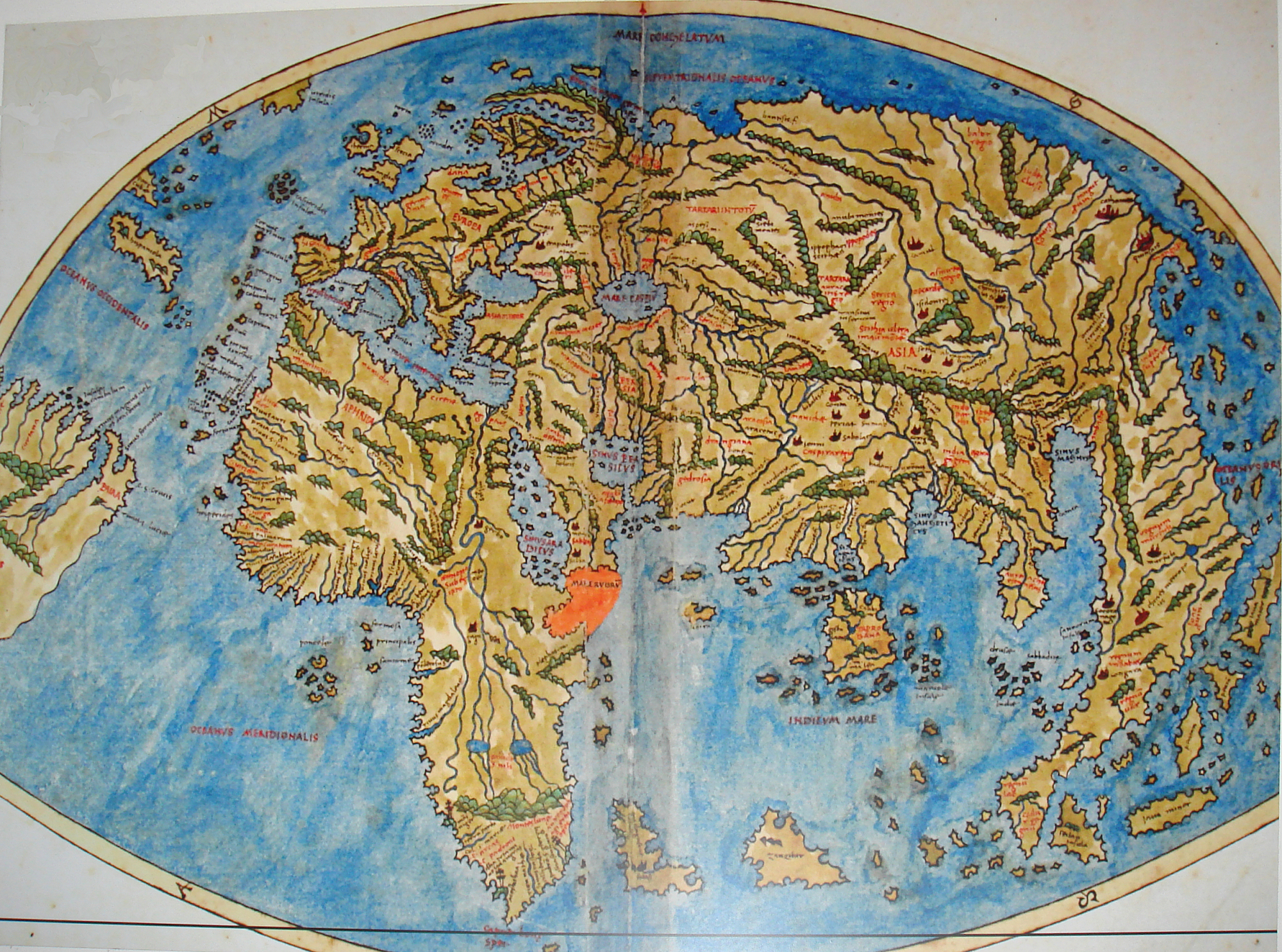
피에트로 코포의 지도, 베네치아, 1520년

피에트로 코포의 지도는 아시아의 극동 끝에서 남쪽으로 뻗어 있는 "용의 꼬리"를 특징으로 하는 마지막 세계 지도 중 하나였으며, 이는 거의 1,500년 전 프톨레마이오스의 육지로 둘러싸인 인도양 묘사의 마지막 흔적이었다.

### 파드론 레알 (1527년)
1520년대와 1530년대 스페인 제국의 왕실 표준 지도(Padrón Real 또는 General)는 디오구 리베이루가 감독했으며, 이는 경험적 위도 관찰에 기반한 최초의 과학적 세계 지도로 간주된다. 유럽과 중앙 및 남아메리카는 매우 정밀하게 윤곽이 그려져 있지만, 포르투갈이 아프리카 무역로를 통제했기 때문에 인도양 정보의 정확성이 제한되었다. 마젤란, 고메스, 로아이사 원정과 1494년 토르데시야스 조약의 경계선을 설정하기 위해 수행된 측지 연구의 정보를 통합하여, 이 지도들은 처음으로 태평양의 실제 범위와 북아메리카의 연속적인 해안을 보여준다.
원본은 현재 분실되었지만 출처가 알려진 사본 6개가 남아 있다. 1525년 카스티글리오네 지도는 현재 이탈리아 모데나의 에스텐세 도서관에 소장되어 있다. 1526년 살비아티 평면도는 피렌체의 메디체아 라우렌치아나 도서관에 소장되어 있다. 1527년 바이마르 지도는 독일 바이마르의 안나 아말리아 도서관에 소장되어 있다. 1529년 선전 지도는 바티칸 도서관에 소장되어 있다. 선전 지도의 상세한 사본은 19세기에 윌리엄 그리그스에 의해 만들어졌다.

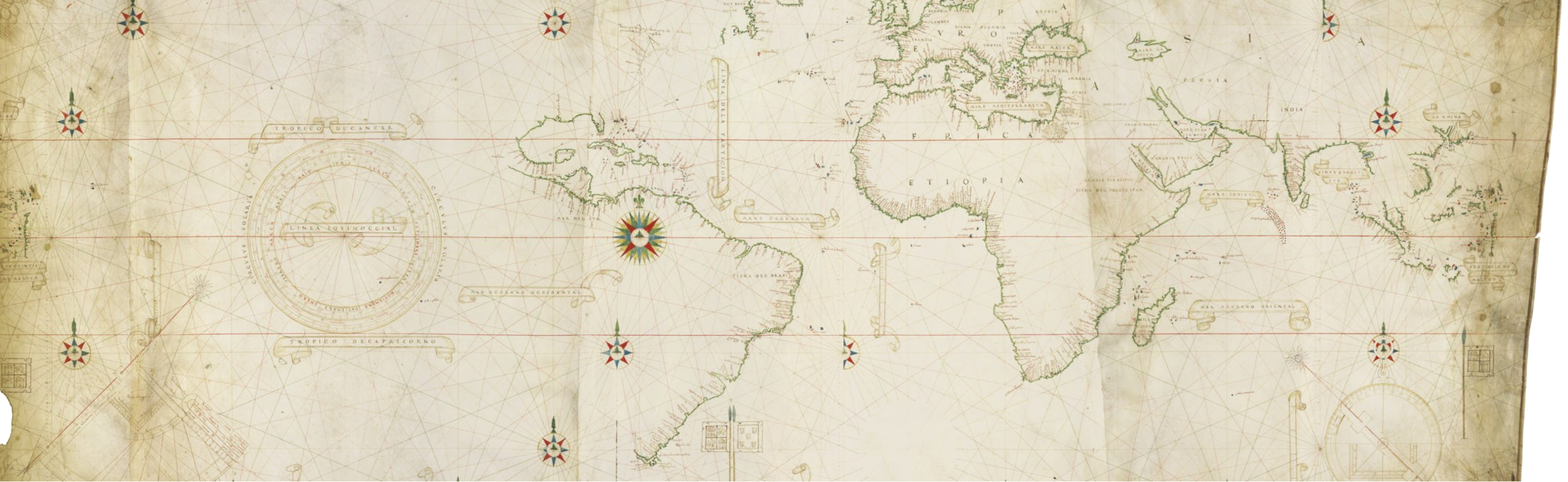
1525년 카스티글리오네 지도
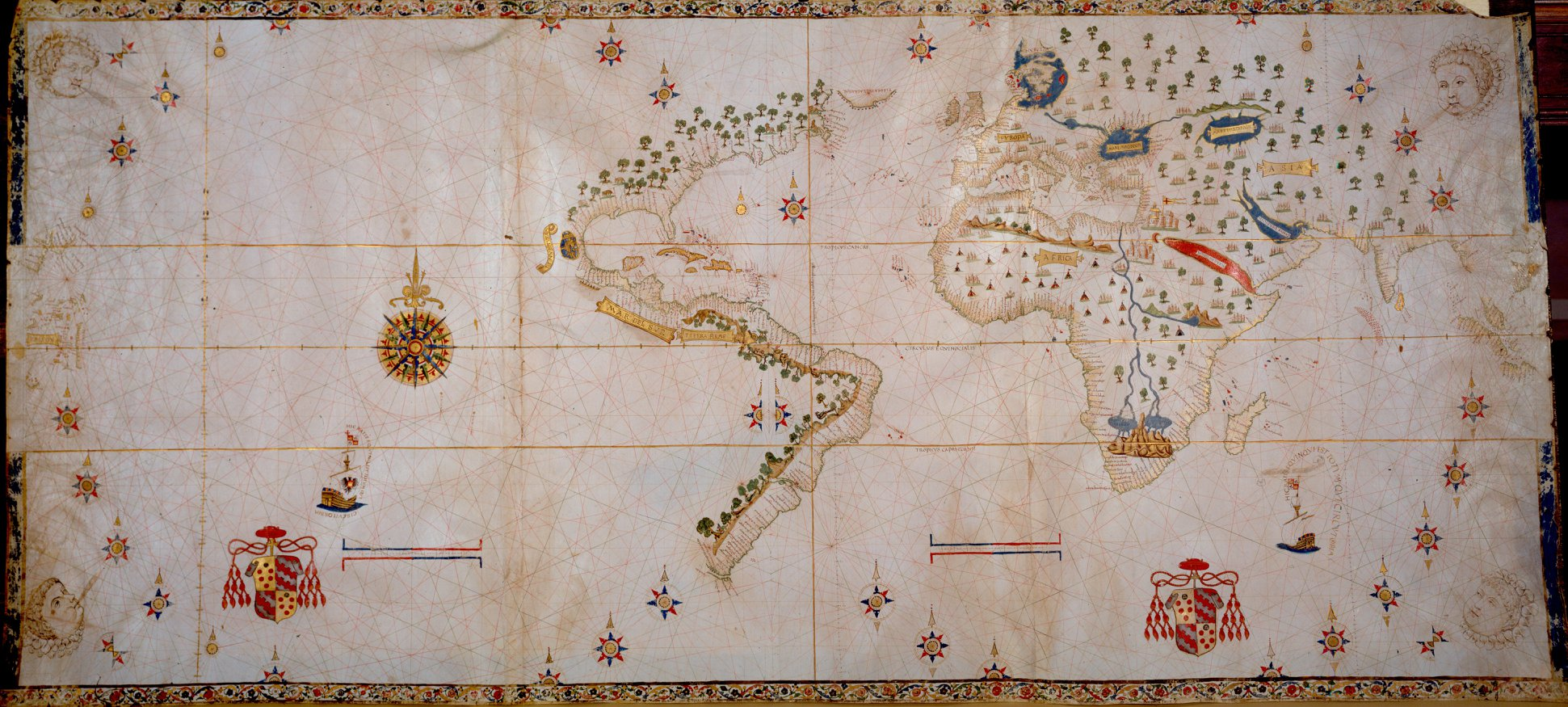
1526년 살비아티 평면도
1527년 바이마르 지도
1529년 선전 지도

### 메르카토르 세계 지도 (1569년)

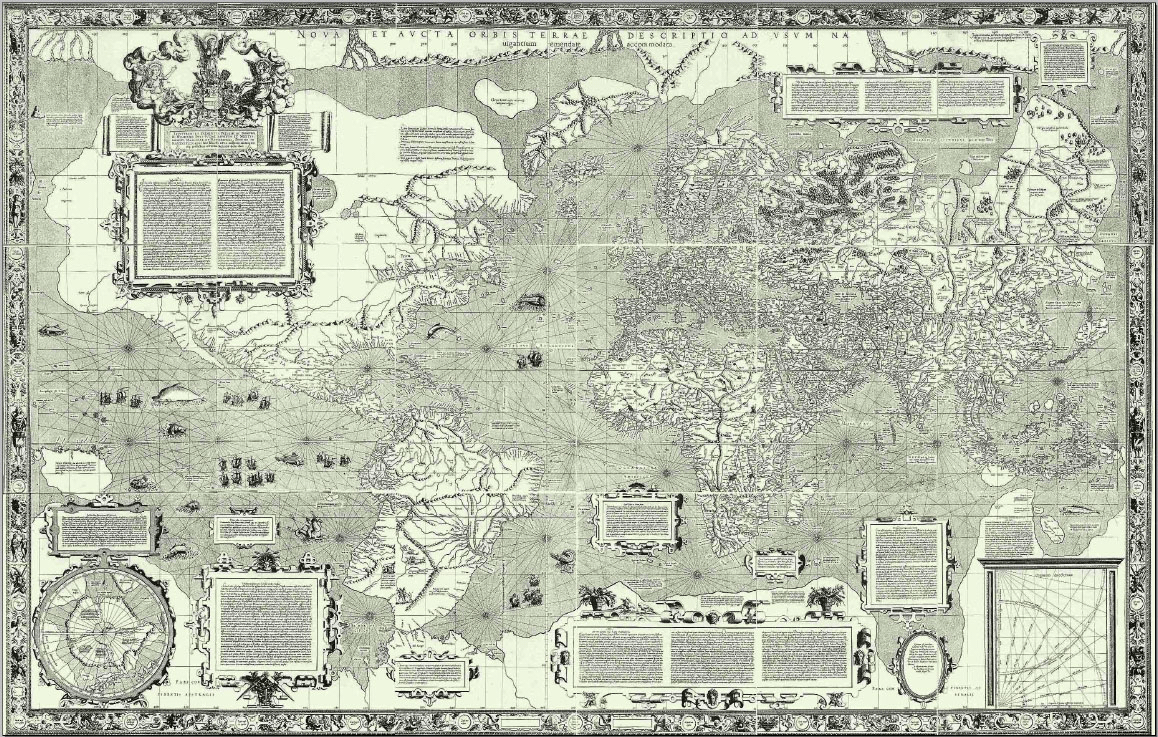
메르카토르 Nova et Aucta Orbis Terrae Descriptio, 1569년. 고해상도 이미지.

플람스인 지리학자 겸 지도 제작자 게라르두스 메르카토르의 1569년 세계 지도는 원통 지도 투영법을 도입하여 메르카토르 도법으로 알려진 표준 지도 투영법이 되었다. 이 지도는 202 by 124 cm (80 by 49 in) 크기의 대형 평면도로, 18개의 개별 시트로 인쇄되었다. 선형 축척은 어떤 점 주변의 모든 방향에서 일정하여 각도와 작은 물체의 모양을 보존하지만(정각 투영법), 메르카토르 도법은 적도에서 극으로 갈수록 축척이 증가하여 무한대가 되므로 큰 물체의 크기와 모양이 왜곡된다. 제목(Nova et Aucta Orbis Terrae Descriptio ad Usum Navigatium Emendate: "항해 사용을 위해 수정된 지구의 새롭고 확장된 설명")과 지도 범례는 이 지도가 해상 항해용으로 명시적으로 고안되었음을 보여준다. 이 투영법의 주요 특징은 항정선, 즉 일정한 방위각을 가진 항해 코스가 지도에서 직선으로 표시된다는 것이다. 메르카토르 도법의 개발은 16세기 해도학에서 주요 돌파구를 마련했지만, 항해 국가들에 의해 천천히 채택되었다.

### 아브라함 오르텔리우스의 테아트룸 오르비스 테라룸 (1570년)

오르텔리우스의 지도 테아트룸 오르비스 테라룸 (1570년)

테아트룸 오르비스 테라룸("세계 극장")은 최초의 진정한 현대 지도첩으로 간주된다. 아브라함 오르텔리우스가 준비하여 1570년 5월 20일에 안트베르펜에서 처음 인쇄되었으며, 균일한 지도 시트 모음과 특정적으로 조각된 구리 인쇄판을 위해 제본된 책을 구성하는 텍스트로 구성되었다. 오르텔리우스 지도첩은 때때로 16세기 지도학의 요약으로 언급된다. 그의 지도첩의 많은 지도들은 더 이상 존재하지 않거나 매우 희귀한 출처를 기반으로 했다. 오르텔리우스는 현대 지도 제작자들의 이름을 식별하는 고유한 출처 목록("Catalogus Auctorum")을 추가했는데, 일부는 그렇지 않으면 알려지지 않았을 것이다. 1572년 말까지 이 지도의 라틴어 판본 세 가지(네덜란드어, 프랑스어, 독일어 판본 외에)가 나왔다. 오르텔리우스가 1598년에 사망하기 전까지 25판이 나왔고, 지도첩이 약 1612년까지 계속 수요가 있었으므로 그 후에도 몇 가지 다른 판본이 출판되었다.

### 클레버블라트에 있는 온 세상하인리히 뷔팅 (1581년)

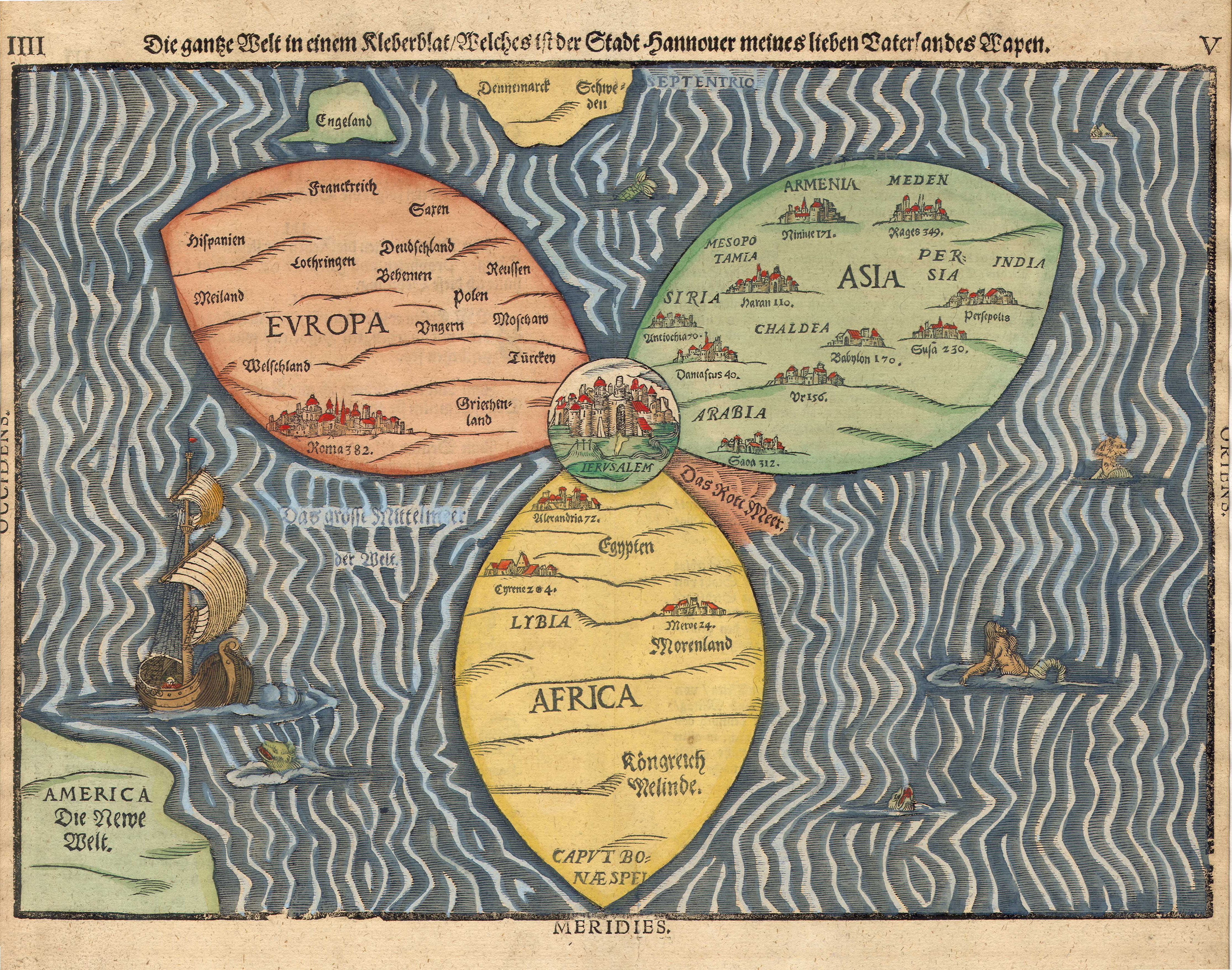
클레버블라트에 있는 온 세상 (클로버 잎 속 온 세상). 예루살렘은 세 대륙으로 둘러싸인 지도의 중앙에 있다.

뷔팅 클로버 잎 지도, 또한 클로버 잎 속 온 세상(독일어 제목: Die ganze Welt in einem Kleberblat/Welches ist der Stadt Hannover meines lieben Vaterlandes Wapen)은 독일인 개신교 목사, 신학자, 지도 제작자 하인리히 뷔팅이 그린 역사적인 마파 문디이다. 이 지도는 1581년에 그의 저서 Itinerarium Sacrae Scripturae(거룩한 성경을 통한 여행)에 출판되었다.
오늘날 이 지도는 예루살렘의 이스라엘 국립도서관에 있는 에란 라오르 지도 소장품에서 발견된다. 예루살렘 시청 부지인 사프라 광장의 울타리에는 이 지도의 모자이크 모델이 설치되어 있다.
이 지도는 중세 마파 문디 형식의 비유적인 삽화로, 클로버 모양을 통해 세계를 묘사한다. 이 모양은 기독교의 삼위일체를 상징하고, 뷔팅이 태어난 독일 도시 하노버의 상징의 일부이다. 예루살렘 시는 중심으로 표현되며, 세 개의 중심 대륙으로 둘러싸여 있고, 세계의 다른 지역은 클로버와는 별도로 그에 따라 삽화되어 있다.

### 마테오 리치의 "곤여만국전도" (1602년)

곤여만국전도 (1602년), 일본 사본

곤여만국전도(중국어: 坤輿萬國全圖, 직역: 세상의 만국 지도; Carta Geografica Completa di tutti i Regni del Mondo, "세상의 모든 왕국의 완전한 지리 지도")는 이탈리아 예수회 선교사 마테오 리치가 만력제의 요청으로 1602년에 인쇄한 것으로, 최초의 유럽식 중국 세계 지도이다(그리고 아메리카를 보여주는 최초의 중국 지도). 이 지도는 한문으로 되어 있으며, 세계 각 지역에 대한 상세한 주석과 설명, 아메리카 발견에 대한 간략한 설명, 극 투영법, 평행선과 자오선에 대한 과학적 설명, 태양이 달보다 크다는 증명이 포함되어 있다. 중국 지도 제작 전통에 따라 리치는 중국("중앙 왕국")을 세계의 중심에 배치했다. 이 지도는 중국의 세계에 대한 지식 확장의 중요한 표시이며, 유럽과 중국 간의 문화 혼합주의의 중요한 예이다. 또한 한국과 일본에도 수출되었다.

### 헨드릭 혼디우스 지도 (1630년)

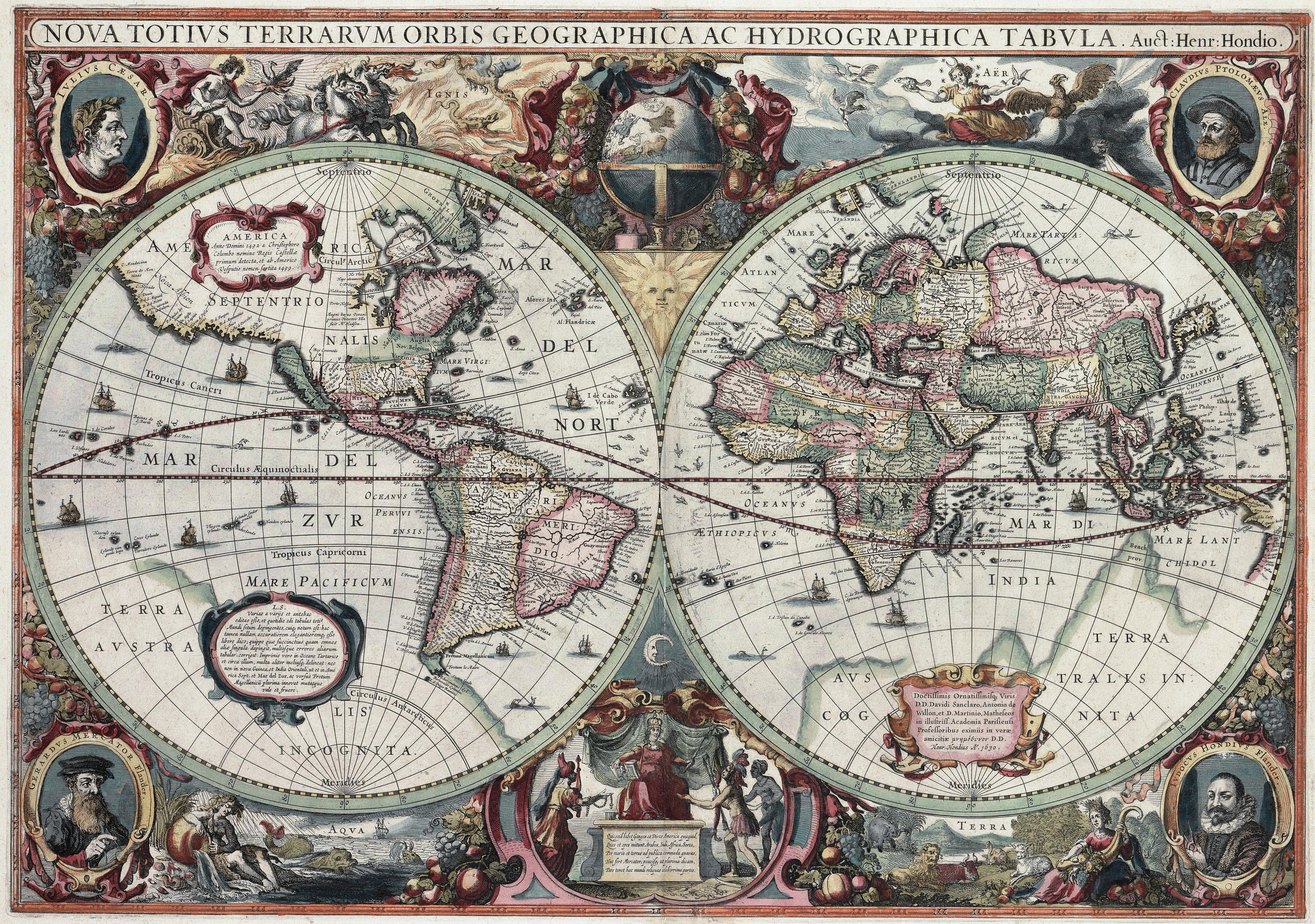
헨드릭 혼디우스, Nova Totius Terrarum Orbis Geographica ac Hydrographica Tabula, 1630년

Nova Totius Terrarum Orbis Geographica ac Hydrographica Tabula는 헨드릭 혼디우스가 1630년에 제작하고 다음 해 암스테르담에서 지도첩 Atlantis Maioris Appendix에 출판한 세계 지도이다. 불, 공기, 물, 땅의 네 가지 원소 그림이 포함되어 있다. 네 모퉁이에는 율리우스 카이사르, 클라우디오스 프톨레마이오스, 그리고 지도첩의 첫 두 출판사인 게라르두스 메르카토르와 헨드릭의 아버지인 요도쿠스 혼디우스의 초상화가 있다. 이 지도는 지도첩에 출판된 최초의 날짜가 표기된 지도로, 따라서 오스트레일리아의 일부를 보여주는 최초의 널리 사용 가능한 지도라는 점에서 주목할 만하다. 이전의 유일한 지도는 1627년 헤셀 헤리츠의 에인드라히트 땅 지도였지만, 널리 배포되거나 인정받지 못했다. 보여지는 오스트레일리아 해안선은 1623년 얀 카르스텐스가 발견한 케이프요크 반도 서해안의 일부이다. 이상하게도 이 지도는 헤리츠의 지도에 나타난 서해안 특징을 보여주지 않는다.

### 샤히드 사디크 (1647년)

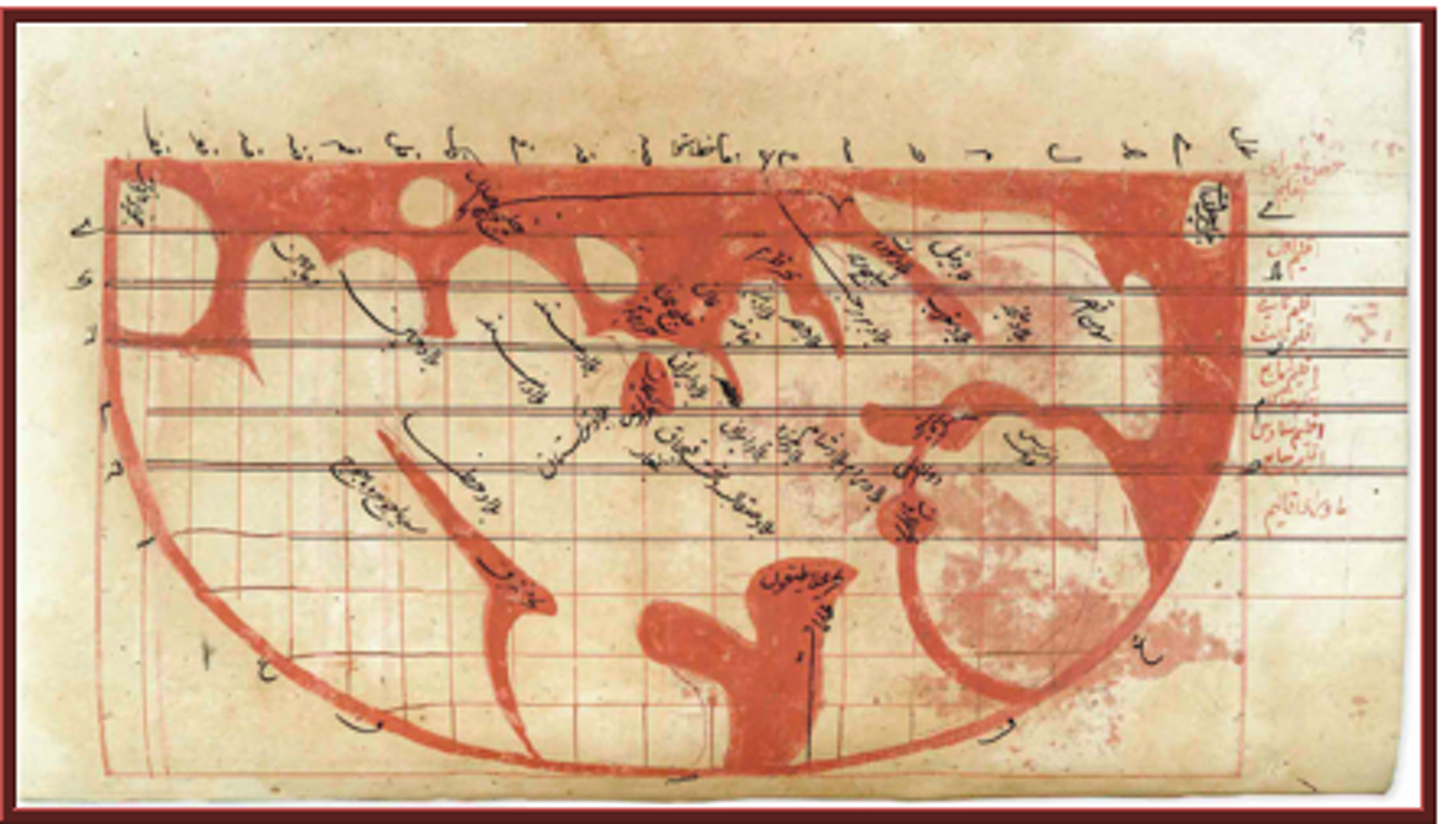
1647년 자운푸르의 사디크 이스파하니의 "거주 지역" 지도

샤히드 사디크는 사디크 이스파하니가 자운푸르에서 구성한 지도첩이다. 여기에는 그가 인간 생활에 적합하다고 여긴 세계의 일부 지도인 거주 지역이 포함되어 있다. 이것은 인도에서 제작된 유일하게 남아 있는 지도 중 하나이다. 이 지도는 오른쪽 상단의 행운의 제도에서 유럽의 안달루시아, 왼쪽의 악사 수스까지 뻗어 있었다. 샤히드 사디크에는 32장의 지도첩이 포함되어 있으며, 이슬람 시대 작품과 마찬가지로 남쪽을 향하는 지도가 포함되어 있으며, 1647년 이스파하니가 편찬한 더 큰 학술 작품의 일부이다. 이 지도는 661 cm × 645 cm (260 in × 254 in; 21.69 ft × 21.16 ft) 크기이다.

### 니콜라스 비셰르 지도 (1658년)

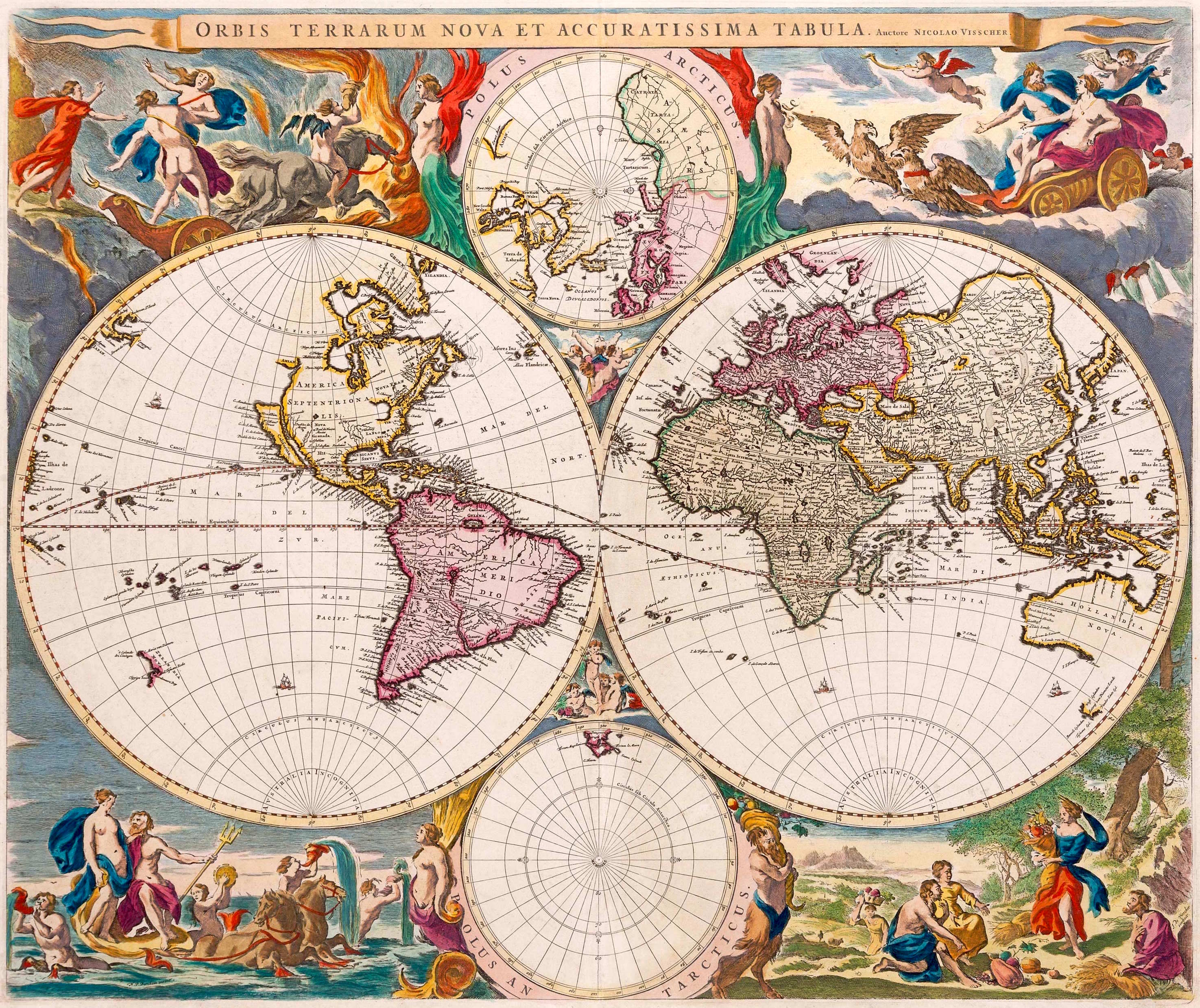
니콜라스 비셰르의 1658년 지도, Orbis Terrarum Nova et Accuratissima Tabula, 1658년

이 새겨진 이중 반구 지도인 Orbis Terrarum Nova et Accuratissima Tabula는 니콜라스 비셰르가 1658년 암스테르담에서 제작했다. 또한 더 작은 북극 및 남극 투영법도 포함되어 있다. 테두리는 신화적인 장면으로 장식되어 있으며, 각 모퉁이에 하나씩 있으며, 화가 니콜라스 베르험이 그린 제우스, 넵투누스, 페르세포네 및 데메테르를 보여준다. 이는 매우 장식적인 네덜란드 세계 지도의 초기 예이다.

### 제라르 반 샤겐의 세계 지도 (1689년)

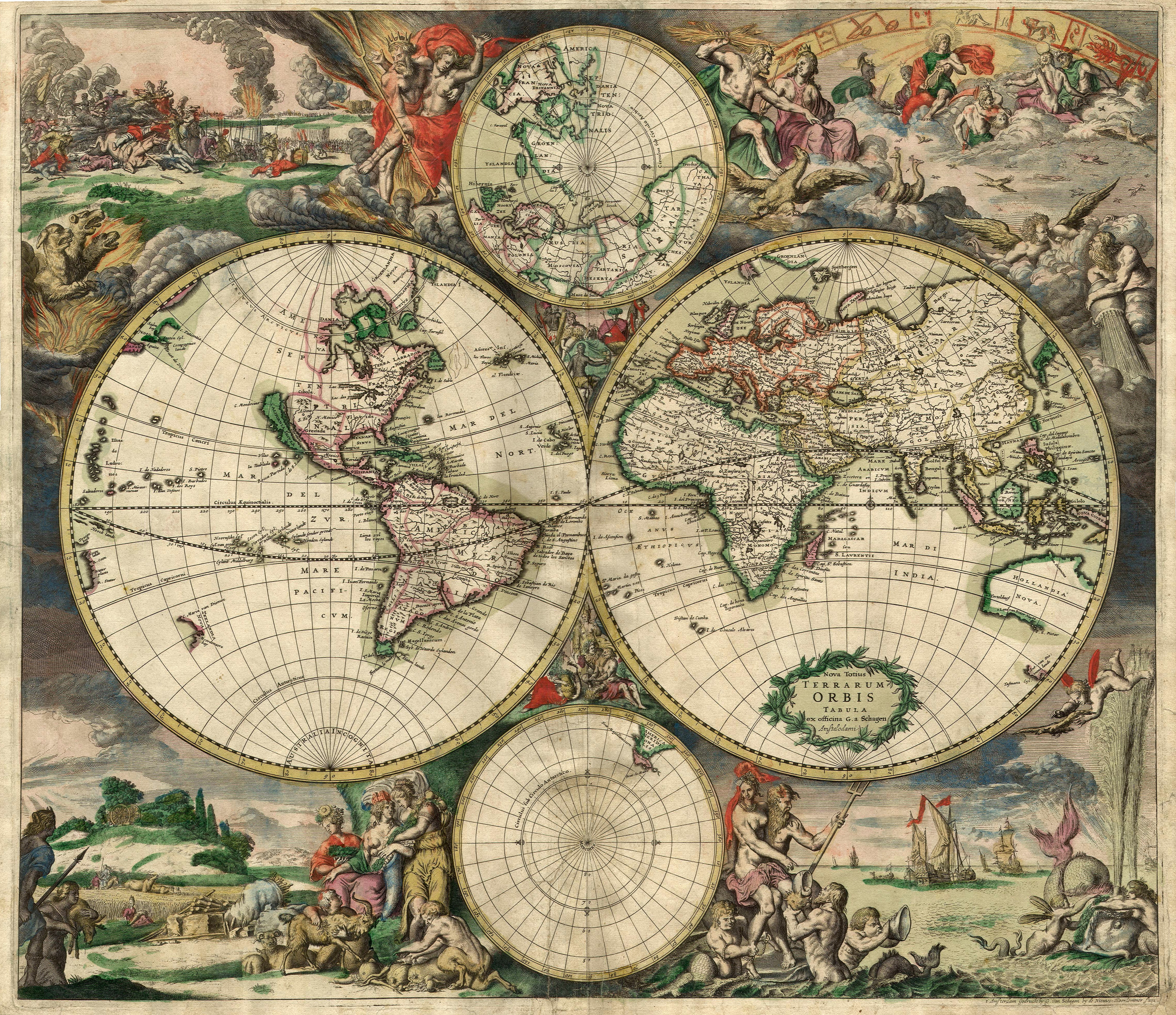
반 샤겐의 세계 지도, 1689년

제라르 반 샤겐(1642년경–1724년?)은 암스테르담 출신의 지도 제작자로, 그의 정교한 지도 복제품, 특히 니콜라스 비셰르 1세와 프레데리크 드 위트의 지도로 유명하다. 이 지도는 1689년의 것이다. 원본 크기는 48.3 cm × 56.0 cm (19.0 in × 22.0 in)이며 구리 조각으로 제작되었다. 알려진 예는 하나뿐이며, 암스테르담 대학교에 소장되어 있다.

### 토프마스 바난데치 세계 지도 (1695년)

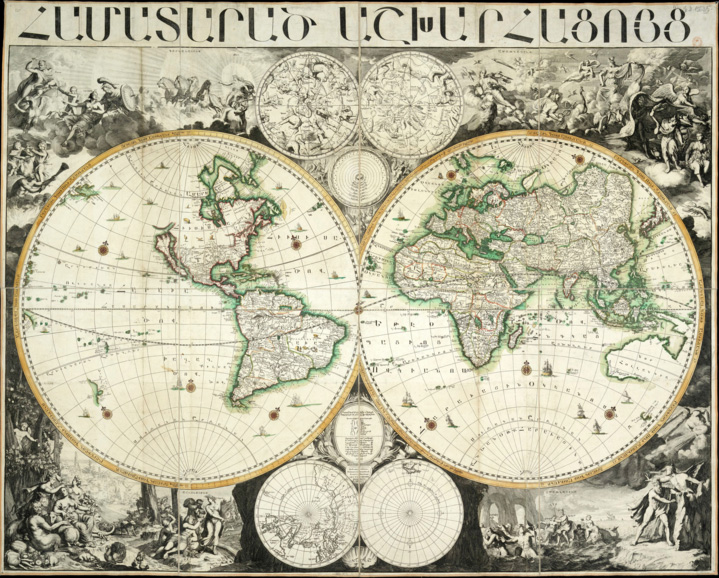
바난데치와 스훈네베크 형제의 세계 지도, 1695년

하마타라츠 아쉬하르하추츠(세계 지리 지도),는 아르메니아 인쇄 회사에서 1695년 암스테르담에서 제작되었다. 이 인쇄 회사는 토프마스 바난데치가 설립했다. 당시 두 반구의 가장 신뢰할 수 있는 지도 중 하나였으며, 아르메니아어로 그려진 최초의 대규모 지도였다. 세계 지도는 서양 지도학 스타일로 제작되었다. 지도의 구리판을 새기기 위해 최고의 장인으로 여겨지는 스훈네베크 형제가 고용되었다. 지도는 8개의 섹션으로 나뉘며, 총 크기는 150 × 120 cm이다. 지도의 다른 부분들은 접을 때 손상되지 않도록 얇은 캔버스에 접착되었다. 지도는 네 모퉁이에 네 계절을 나타내는 전통적인, 점성술적인, 신화적인 기호가 있다.

### 새뮤얼 던의 세계 지도 (1794년)

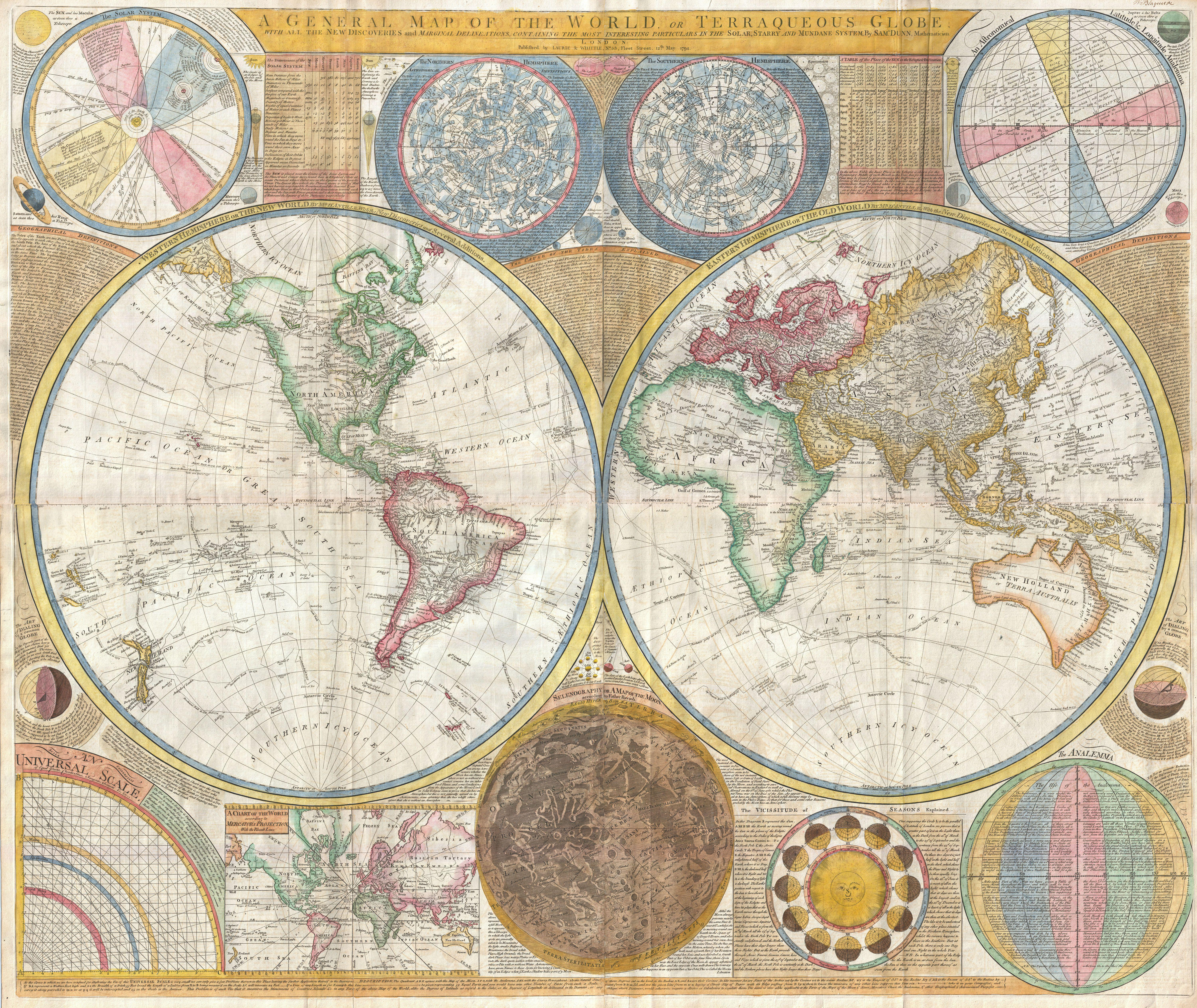
새뮤얼 던의 세계 지도, 1794년

새뮤얼 던(1794년 사망)은 영국의 수학자이자 아마추어 천문학자였다. 그의 지도는 이중 반구 투영법으로 전 세계를 포함한다. 이 지도는 제임스 쿡 선장의 북극 및 태평양 북서부 탐험 직후에 제작되었으므로 북아메리카의 일반적인 윤곽이 알려져 있다. 그러나 이 지도가 제작될 당시에는 미시시피강 서쪽으로 내륙 탐험이 거의 확장되지 않았다. 남쪽 대륙은 눈에 띄게 없다. 이전 지도에는 가상의 대륙인 테라 아우스트랄리스가 묘사되었다. 이 남쪽 대륙들은 남극이 아직 발견되지 않았기 때문에 추측적인 것이었다.

## 같이 보기
- 실콘, 어떤 것은 지도를 포함하고 있다고 생각되는 호주 원주민 원추형 돌
- 디에프 지도, 프랑스 디에프에서 제작된 16세기 세계 지도 시리즈
- 여기 용들이 있다, 미지의 지역을 나타내는 문구
- 지도학의 역사
- 잠부드비파, 인도에서 유래한 지리적 아이디어
- 요하네스 쇤너 지구본, 1520년 제작
- 마파 문디, 중세 유럽 세계 지도
- 네브라 하늘원반, 청동기 시대 우주 "지도"
- 테라 인코그니타, 초기 지도에 기록된 미개척 지역
- 빈란드 지도, 15세기 지도라고 주장되었지만 나중에 20세기 위조품으로 확인됨
- 가상 마파, 중세 마파 문디를 디지털화하는 프로젝트
- 마오 쿤 지도, 정화의 항해 지도라고도 불리는 17세기 세계 지도지만 15세기 초 지도 사본으로 생각됨

## 더 읽어보기
- 브로더센, 카이 (2012년). 〈4장: 지도학〉. 《고전 고대의 지리학》. By 두에크, 다니엘라. 케임브리지: 케임브리지 대학교 출판부. 99–110쪽. ISBN 9780521197885.
- 에드슨, 에블린 (1993년). “가장 오래된 세계 지도: 8세기 마파 문디 세 가지의 고전적 출처”. 《고대 세계》 24 (2): 169–184.
- 폭스, 마이클; 라이머, 스티븐 R (2008년). 《마파 문디: 중세 및 근세 유럽의 텍스트, 지도 및 이미지로 세계와 주민 표현》. 에드먼턴: 앨버타 대학교 영어 및 영화 연구과. ISBN 9781551951874. OCLC 227019112.
- 고파트, 월터 (2003년). 《역사 지도첩: 첫 삼백 년, 1570–1870》. 시카고: 시카고 대학교 출판부. ISBN 9780226300726. OCLC 727367115.
- 하우드, 제레미; 벤달, A. 사라 (2006년). 《세상의 끝까지: 세상을 바꾼 100장의 지도》. 신시내티, 오하이오: 데이비드 & 찰스. ISBN 9781582974644. OCLC 75546416.
- 하비, 폴 D.A., 편집. (2006년). 《헤리퍼드 세계 지도: 중세 세계 지도와 그 맥락》. 런던: 대영 도서관. ISBN 9780712347600. OCLC 0712347607.
- 셜리, 로드니 W. (1993년). 《세계 지도 제작: 초기 인쇄된 세계 지도 1472–1700》. 런던: 홀랜드 프레스. ISBN 9781853682711. OCLC 29389647.
- 탤버트, 리처드 J.A., 편집. (2000년). 《배링턴 그리스 및 로마 세계 지도첩》. 프린스턴, 뉴저지: 프린스턴 대학교 출판부. ISBN 9780691031699. OCLC 43970336.
- 웬트, 헨리; 딜레이니, 존; 보울스, 알렉스 (2010년). 《세상 상상하기: 첫 인쇄 지도 1472–1700》. 산타 로사, 캘리포니아: 소노마 카운티 박물관. OCLC 617728973.
- 우드워드, 데이비드 (1985년). “중세 세계 지도에서의 현실, 상징, 시간, 공간”. 《미국 지리학자 협회 연보》 75 (4): 510–521. doi:10.1111/j.1467-8306.1985.tb00090.x.